# 韩国电视剧列表

本表列出歷年來在韓國播映的韓國電視劇：

## 播映中及預定接檔韓劇
以下表格列出韓國當地播映中與即將播出之韓國電視劇
| 播出檔次 （星期） | 電視臺    | 播映中韓劇           | 後續作        | 後續作             |
| 播出檔次 （星期） | 電視臺    | 播映中韓劇           | 預定首播日    | 劇名               |
| ----------------- | --------- | -------------------- | ------------- | ------------------ |
| 月火劇 （一、二） | tvN       | 初次，為了愛         | 2025年9月15日 | 申社長計畫         |
| 月火劇 （一、二） | ENA       | 金子般我的明星       | 2025年9月29日 | 善良的女人夫世美   |
| 水曜劇 （三）     | SBS       |                      | 2025年        | 去哪裏？人氣歌謠！ |
| 水木劇 （三、四） | KBS2      | 我的女友比我帥       |               |                    |
| 水木劇 （三、四） | MBN       |                      | 2025年9月24日 | 第一夫人           |
| 金曜劇 （五）     | JTBC      | 善良的他             | 2025年9月5日  | 我的青春           |
| 金土劇 （五、六） | MBC       | 死亡天使瑪莉         | 2025年9月19日 | 走到月亮為止       |
| 金土劇 （五、六） | SBS       | TRY：我們成為奇蹟    | 2025年9月5日  | 家母螳螂           |
| 週末劇 （六、日） | KBS2      | 華麗的日子           |               |                    |
| 週末劇 （六、日） | KBS2      | 十二使者             | 2025年9月20日 | 恩秀的好日子       |
| 週末劇 （六、日） | tvN       | 暴君的廚師           | 2025年10月4日 | 颱風商社           |
| 週末劇 （六、日） | JTBC      | 夢想成為律師的律師們 | 2025年9月13日 | 百次的回忆         |
| 週末劇 （六、日） | Channel A | 代替旅行             |               |                    |
| 週末劇 （六、日） | TV朝鮮    |                      | 2025年9月6日  | 行骗天下KR         |
| 日日劇 （一~五）  | KBS1      | 抓住大運             | 2025年10月    | 瑪莉與奇怪的爸爸們 |
| 日日劇 （一~五）  | KBS2      | 女王之家             | 2025年9月22日 | 親密的雷普利       |
| 日日劇 （一~五）  | MBC       | 吞噬太陽的女子       |               |                    |

## 各年列表

### 2026年
- KBS
  - 恩愛的盜賊大人（은애하는 도적님아）
  - 結婚的完成（결혼의 완성）
  - 梅花，月亮（매화, 달）
  - The Wife
  - 下班後見（퇴근 후에 만나요）

- MBC
  - 21世紀大君夫人（21세기 대군부인）
  - 好，離婚吧（그래, 이혼하자）
  - 李子花香（오얏꽃 향기）
  - M：Reboot
  - 採訪手冊（취재수첩）
  - 在你燦爛的季節
  - 人類X九尾狐（인간X구미호）
  - Long Vacation
  - 謊言
  - 夜旅行者（밤 여행자）
  - 50%（오십프로）
  - 幸福地分手的22種方法（행복하게 이별하는 22가지 방법）
  - 已婚殺手（유부녀 킬러）

- SBS
  - 神與律師事務所（신이랑 법률사무소）
  - Doctor X: 白色黑手黨時代（닥터X: 하얀 마피아의 시대）
  - 今天也售罄了（오늘도 매진했습니다）
  - 好搭檔2（굿파트너 시즌2）
  - 致我親愛的邊緣人（나의 친애하는 찐따에게）
  - 財閥X刑警2
  - 哥哥家今天沒人（오빠집이 비어서）
  - 雖然從今天開始是人類（오늘부터 인간입니다만）
  - 覺醒
  - 帥氣新世界（멋진 신세계）
  - Chair Time
  - 你的球場（나의 그라운드）

- tvN
  - 第二個信號（두번째 시그널）
  - 100日的謊言
  - Miss Undercover Boss 
  - Voice 5（보이스 시즌5）
  - 未生2（미생 시즌2）
  - 在大韓民國成為房主的方法（대한민국에서 건물주 되는 법）
  - 隱袐的監察（은밀한 감사）
  - 最愛的社員（최애의 사원）
  - Siren（세이렌）
  - 明天也要上班（내일도 출근）

- JTBC
  - 閃亮
  - 財閥家的小兒子2（재벌집 막내아들 시즌2）
  - 未婚男女的效率戀愛（미혼남녀의 효율적 만남）
  - 神之珠（신의 구슬）
  - 淘金男（골든 디거）

- ENA
  - Climax（클라이맥스）
  - 新兵4（신병4）
  - 不便利的便利店（불편한 편의점）
  - 稻草人（허수아비）
  - Honor（아너）
  - 致你的夢想（그대에게 드림）
  - 陌生人2（남남2）
  - 碰撞搜查線2（크래시 시즌2）
  - 死守醫生（존버닥터）
  - 亥時蜃樓（해시의 신루）
  - 大峙洞1們的戰爭
  - Lord of money（로드 오브 머니）
  - 陰間銀行（저승 은행）
  - 主婦偵探社Salon de Holmes 2（살롱 드 홈즈2）
  - 法官大人2（유어 아너2）

- Channel A
  - 理事長和我的祕密關係（아기가 생겼어요）

- TV朝鮮
  - Dr.申（닥터신）

- Netflix
  - 慢慢地，强烈地（천천히 강렬하게）
  - 殭屍校園2（지금 우리 학교는 시즌2）
  - The Wonder Fools（더 원더풀스）
  - 獵犬2（사냥개들2）
  - 東宮
  - 杜奧女士（레이디 두아）
  - 醜聞
  - 月刊男友（월간남친）
  - Girigo（기리고）
  - 田鼠
  - 最後一排的少年（맨 끝줄 소년）
  - Road
  - 這糟糕的愛情
  - 蜜兼職（꿀알바）
  - Grand Galaxy Hotel（그랜드 갤럭시 호텔）
  - 我獨自升級（나 혼자만 레벨업）
  - Variety（버라이어티）
  - 給我充電吧（나를 충전해줘）
  - 殺手公司（킬러들의 수다）
  - The Sense（더 센스）
  - All In 2（올인2）
  - 祖國和民族（조국과 민족）
  - 少年法庭2（소년심판 시즌2）
  - Kingdom：世子傳（킹덤：세자전）
  - Illumination
  - 危機的女人

- TVING
  - 柔美的細胞小將3（유미의 세포들 시즌3）
  - 性論語（뉸어）
  - 流氓讀書會2（스터디그룹2）
  - 中了樂透頭獎也要上班（로또 1등도 출근합니다）
  - 菜鳥伙房兵（취사병 전설이 되다）
  - 天國之夜（천국의 밤）
  - 金部長（김부장）

- Disney+
  - 魅惑
  - 再婚皇后（재혼황후）
  - 黃金樂園（골드랜드）
  - Moving 2（무빙 시즌2）
  - 殺人者的購物中心2（킬러들의 쇼핑몰 시즌2）
  - 非法正義2（비질란테 시즌2）
  - 燃燼
  - 不著邊際的你（밑도 끝도 없이 너다）
  - 世上最壞的少年（세상에서 가장 나쁜 소년）
  - 一秒
  - The Waking

### 2025年
- KBS
  - 拜託老鷹5兄弟！（독수리 5형제를 부탁해!）
  - 喀喀喀喀（킥킥킥킥）
  - 惡人之國（빌런의 나라）
  - 抓住大運（대운을 잡아라）
  - 女王之家（여왕의 집）
  - 24小時健身俱樂部
  - 我奪走了公爵的初夜（남주의 첫날밤을 가져버렸다）
  - 我的女友比我帥（내 여자친구는 상남자）
  - 華麗的日子
  - 十二使者（트웰브）
  - 恩秀的好日子（은수 좋은 날）
  - 親密的雷普利（친밀한 리플리）
  - 瑪莉與奇怪的爸爸們（마리와 별난 아빠들）
  - 最後的夏天（마지막 썸머）

- MBC
  - 加州汽車旅館（모텔 캘리포니아）
  - 臥底高中（언더커버 하이스쿨）
  - 芭妮與哥哥們（바니와 오빠들）
  - 孟教練的惡評者
  - 勞務師盧武鎮（노무사 노무진）
  - 吞噬太陽的女子（태양을 삼킨 여자）
  - 死亡天使瑪莉（메리 킬즈 피플）
  - 走到月亮為止（달까지 가자）
  - 月亮在江邊流淌（이강에는 달이 흐른다）
  - 法官李漢英（판사 이한영）

- SBS
  - 我的完美秘書（나의 완벽한 비서）
  - 寶物島（보물섬）
  - 鬼宮
  - 四季之春（사계의 봄）
  - 我們的電影（우리 영화）
  - TRY：我們成為奇蹟（트라이 : 우리는 기적이 된다）
  - 家母螳螂（사마귀 : 살인자의 외출）
  - 宇宙Marry Me（우주메리미）
  - 模範計程車3（모범택시3）
  - 不該接吻的！（키스는 괜히 해서!）
  - 去哪裏？人氣歌謠！（어디가요? 인기가요!）

- tvN
  - 問問星星吧（별들에게 물어봐）
  - 元敬
  - 那傢伙是黑炎龍（그놈은 흑염룡）
  - 愛情發芽中（감자연구소）
  - 離婚保險（이혼보험）
  - 機智住院醫生生活
  - 拜託戒酒吧（금주를 부탁해）
  - 未知的首爾（미지의 서울）
  - 牽牛和仙女（견우와 선녀）
  - 瑞草洞（서초동）
  - 初次，為了愛（첫, 사랑을 위하여）
  - 暴君的廚師（폭군의 셰프）
  - 申社長計畫（신사장 프로젝트）
  - 颱風商社（태풍상사）
  - 討厭的愛情
  - Spring Fever
  - Pro Bono（프로보노）
  - ASURABALBALTA（아수라 발발타）
  - 給你宇宙（우주를 줄게）

- JTBC
  - 協商的技術（협상의 기술）
  - 比天堂還美麗（천국보다 아름다운）
  - 健將聯盟（굿보이）
  - 善良的他（착한 사나이）
  - 夢想成為律師的律師們（에스콰이어: 변호사를 꿈꾸는 변호사들）
  - 我的青春
  - 百次的回憶
  - 金部長的故事
  - Love Me
  - 等待京道（경도를 기다리며）

- ENA
  - 騎行人生（라이딩 인생）
  - 新兵3（신병3）
  - 你的味道（당신의 맛）
  - 主婦偵探社（살롱 드 홈즈）
  - 退貨兒童（아이쇼핑）
  - 金子般我的明星（금쪽같은 내 스타）
  - 善良的女人夫世美（착한 여자 부세미）
  - UDT：我們小區特工隊（UDT : 우리동네 특공대）
  - 偶像瘋子（아이돌아이）

- TV朝鮮
  - 因為沒有下輩子（다음생은 없으니까）
  - 沒有你活不下去（너 없이 못살아）
  - Killer Queen（킬러 퀸）

- MBN
  - 清潭國際高等學校2（청담국제고등학교 시즌2）
  - 第一夫人（퍼스트레이디）

- Channel A
  - 魔女
  - 代替旅行（여행을 대신해 드립니다）

- Netflix
  - 外傷重症中心（중증외상센터）
  - 我們的浪漫電影（멜로무비）
  - 苦盡柑來遇見你（폭싹 속았수다）
  - 惡緣
  - 弱美男英雄Class 2（약한영웅2）
  - 吞金
  - 無赦之仇（광장）
  - 魷魚遊戲3（오징어 게임 시즌3）
  - 槍口彼端（트리거）
  - 愛麻夫人熱映中（애마）
  - 妳和其餘的一切
  - 許願吧，精靈（다 이루어질지니）
  - 你旁觀的罪（당신이 죽였다）
  - 愛情怎麼翻譯？（이 사랑 통역 되나요?）
  - 認罪之罪（자백의 대가）
  - 現金英雄（캐셔로）

- TVING
  - 流氓讀書會（스터디그룹）
  - 春畫戀愛談（춘화연애담）
  - 我死的一週前（내가 죽기 일주일 전）
  - 鯊魚：風暴（샤크: 더 스톰）
  - 競選夥伴（러닝메이트）
  - 親愛的X（친애하는X）
  - Villains
  - Unfriend（언프렌드）
  - 鄰家殺手（이웃집 킬러）
  - Spirit Fingers
  - 神奇柑仔店錢天堂（이상한 과자 가게 전천당）
  - 身價2（몸값2）
  - 蝙蝠

- Disney+
  - 揭密最前線（트리거）
  - 狂醫魔徒（하이퍼 나이프）
  - 血謎拼圖（나인 퍼즐）
  - 下流大盜（파인）
  - 暴風圈（북극성）
  - 操控遊戲（조각도시）
  - 濁流之爭（탁류）
  - 韓國製造（메이드 인 코리아）
  - 山寨人生（넉오프）

- Wavve
  - 沒出息的歷史（찌질의 역사）
  - 許食堂（허식당）
  - ONE:高中英雄們（원: 하이스쿨 히어로즈）
  - 搜索男主（남주서치）
  - S LINE（S라인）
  - 斷罪
  - Reverse（리버스）
  - 第四次愛情革命（제4차 사랑 혁명）
  - 可能的任務（미션 투 파서블）

- Coupang Play
  - 新烏托邦（뉴토피아）
  - 少年時代2

- U+Mobiletv
  - 善意的競爭（선의의 경쟁）
  - 初戀
  - 拿著手術刀的獵人（메스를 든 사냥꾼）
  - 戀愛恐懼症（러브포비아）

- Paramount+
  - 混凝土市場（콘크리트 마켓）

- Amazon Prime Video
  - 行騙天下KR（컨피던스 맨 KR）

- 電視台未定

- - The Only（디 온리）
  - 景福宮偵探事務所（경복궁 탐정사무소）
  - 獨一無二的浪漫（유일무이 로맨스）
  - 魂
  - 向月花祈禱（달꽃에 빌어）
  - 不可遺忘（언포가튼）
  - Koreans（코리언즈）
  - 我是罪人（내가 죄인이오）
  - 四手聯彈（포핸즈）
  - 死亡之花（죽음의 꽃）
  - Beat（비트）
  - CRUSH（크러시）
  - 你是誰
  - 夜畫帳（야화첩）
  - 夫婦兩人都在玩（부부가 둘다 놀고 있습니다）
  - 女皇的後宮們（하렘의 남자들）
  - 人類的森林（인간의 숲）
  - 阿羅哈，我的媽媽們（알로하, 나의 엄마들）
  - Post Pandemic（포스트 팬데믹）
  - 所有人都在與自己的無價值對抗（모두가 자신의 무가치함과 싸우고 있다）
  - Genie House
  - 內部者們（내부자들）
  - 豬窩
  - Ricky（리키）
  - Embers
  - 鐵窗
  - 現在才戀愛（이제야 연애）
  - 保護者們（보호자들）
  - 1122好夫婦（1122 좋은부부）
  - 看見命運的公司職員（운명을 보는 회사원）
  - 垃圾就該扔垃圾桶裡（쓰레기는 쓰레기통에）
  - 溫塞米羅（온새미로）
  - 望遠洞兄弟（망원동 브라더스）
  - 末日避難所（위아더좀비）
  - 極度不妥！（부적절한 것도 정도가 있어!）
  - 地獄職員（지옥사원）
  - 我也反對我的戀愛
  - Serenade（새래나대）
  - 私酒
  - 神的执事（신의 집사）
  - 財閥
  - 生人勿進（렛미인）
  - 九數的我們
  - REBORN（리본）
  - 我相信你（너 믿는다）
  - Desperado（데스페라도）
  - 你好單身族（안녕 싱글즈）
  - 醫女大長今（의녀 대장금）
  - 暴雪
  - 穿越世界走向你（세계를 건너 너에게 갈게）
  - 戀上人魚（내가 사랑한 물고기）
  - 宮
  - 鯨魚星（고래별）
  - J公寓訪問教師殺人事件（J아파트 방문교사 살인사건）
  - 生命中的每一個瞬間（당신의 모든 순간）
  - Some and Shopping
  - VIS TA VIE（비따비）
  - 偉大的方玉淑（위대한 방옥숙）
  - The Chain
  - I'm Home
  - 越線的羅曼史
  - I Kill You
  - 政治人（정치인）
  - 回來的權白（돌아온 권백）
  - 妖怪
  - 傳貰逆轉
  - 壽成宮密會錄（수성궁 밀회록）
  - 地攤默示錄（노점묵시록）
  - 雙重間諜（더블 스파이）
  - Genie, Earth（지니, 어스）
  - 她請小心輕放（그녀는 취급주의）
  - 漢南洞K-House
  - 首爾俠客傳（서울협객전）
  - 減肥
  - 按認知感知（아는 만큼 느끼는）
  - 最愛
  - 絕命毒師（브레이킹 배드）
  - EXECUTION（익스큐션）
  - 蠟像女王（밀랍여왕）
  - 從詩善開始（시선으로부터）
  - Ring My Bell
  - N分之1是秘密（N분의 1은 비밀로）
  - 第二個喜歡的人（두 번째로 좋아하는 사람）
  - 不肖子（후레자식）
  - 你看到我感受的（네가 보고 내가 느끼는）
  - 間歇性愛情（간헐적 멜로）
  - 首爾住著女王（서울에 여왕이 산다）
  - 非自然死亡（언내추럴）
  - 還記得我嗎（나를 기억하나요）
  - 轉世警察（환생경찰）
  - 小英雄們（리틀 히어로즈）
  - 七年戰爭（칠년전쟁）
  - 汝矣島三公主（여의도 삼공주）
  - 他們的春天
  - 第七個陪審員（일곱번째 배심원）
  - 在咖啡涼之前（커피가 식기전에）
  - Hive
  - 宇宙飛船醫生
  - 反覆的時光倒流後映入你眼簾的人
  - 為了美人魚的游泳教室
  - 浮島丸號計畫
  - 猶大之星
  - Lucky Girl
  - 燃燒日
  - 毒戰0
  - 神農事職說
  - 直筆
  - 演繹屋
  - 雷
  - 超級明星千代理
  - 第26次殺人
  - 隧道
  - 露娜的傳貰逆轉
  - 阿波羅的心臟
  - 親愛的女演員們
  - 2班李喜舒
  - 800億少年
  - 殺人李老師
  - 愉快的孤立
  - Gift
  - 貴人
  - 一公升的眼泪
  - 暑假
  - 泰陵殭屍村
  - 離去的東西
  - 吸血鬼主廚
  - 青瓦臺的人們
  - 是本人嗎？
  - 光化門嫉妒激戰
  - 新紀錄
  - 逃亡者
  - 都市征伐
  - 頭師父一體
  - 陽光姊妹淘
  - 慶典已經開始了
  - 斗魂
  - 取向狙擊的她
  - 不成文規定
  - 進行宣告
  - 藝術家
  - 大叔
  - 地球盡頭的溫室
  - 喪屍無國界
  - 天國與地獄
  - 巫婆
  - 半透明人
  - 340日間的緩刑
  - Yahoo
  - 那個傢伙的聲音
  - 設計師
  - 歡迎光臨夢境百貨
  - 玉水洞老虎
  - 現在戀愛休息中
  - 我的哥哥是偶像
  - 我身體裡的那個傢伙
  - 男子漢
  - DEEP
  - Cell
  - 高句麗
  - 金的國家
  - 人類的法庭
  - 皇帝
  - 秘密妻子
  - 再見羅曼史
  - 極樂往生
  - 朝鮮王妃列傳
  - 禁院的新娘
  - 砂之塔－知道太多事的鄰居
  - The Mentalist
  - 時間的階梯
  - 冬季戀歌2
  - 藍天
  - It's Mine
  - 雪國的太陽
  - SILVER SPOON
  - 故人的冥福
  - 嫩男嫩女
  - 又過勞死，嚴根振（)
  - 超級明星李小姐
  - 星之都市
  - 我們在陽台相見
  - 與神同行
  - 多管閒事
  - 展翅而飛
  - 醫道：一代神醫 許浚

### 2024年
- KBS
  - 幻像戀歌
  - 無血無淚
  - 抓住你的衣領
  - 美女與純情男
  - 幸運的我們
  - 隨意愛我吧
  - 醜聞
  - 完美的家族
  - 狗之聲
  - 熨斗家庭
  - 結婚吧笨蛋啊！
  - Face Me
  - 灰姑娘遊戲
  - 奇怪的她

- MBC
  - 夜晚開的花
  - 美好世界
  - 搜查班長1958
  - 勇敢無雙龍秀炡
  - 我們家
  - 我討厭炸豬排
  - 白雪公主非死不可—Black Out
  - 如此親密的背叛者
  - 親切的善珠
  - 現在撥打的電話

- SBS
  - 財閥X刑警
  - 7人的復活
  - 聯結
  - 好搭檔
  - 來自地獄的法官
  - 熱血司祭2

- tvN
  - 和我老公結婚吧
  - 魅惑之人
  - 不可能的婚禮
  - 淚之女王
  - 背著善宰跑
  - 畢業
  - 玩家2
  - The Auditors監察
  - 是偶然嗎
  - 媽媽朋友的兒子
  - 因為不想吃虧
  - 正年
  - 或好或壞的東載
  - 假釋審查官李漢信
  - 愛在獨木橋

- JTBC
  - 低谷醫生
  - 絕佳的解決士
  - Hide
  - 沒有秘密
  - 雖然不是英雄
  - 陪玩的女人
  - 她的日與夜
  - 浪漫這一家
  - 重組家庭
  - 貞淑的推銷
  - 玉氏夫人傳

- KBS Joy
  - 松理不Sorry

- TV朝鮮
  - DNA Lover

- MBN
  - 世子消失了（)
  - 壞記憶橡皮擦

- Channel A
  - 凌晨兩點的灰姑娘
  - 結婚吧You
  - Check-In 漢陽（)

- ENA
  - 夜限照相馆
  - 碰撞搜查線
  - 法官大人
  - 致我的解離
  - 酒醉羅曼史
  - 星星閃耀的夜晚

- Netflix
  - 遺贈的秘密
  - 殺人者的難堪
  - 炸雞奇遇記
  - 寄生獸：灰色部隊
  - 末日愚者
  - The 8 Show
  - 名校的階梯
  - 政壇旋風
  - Sweet Home 3
  - 無聲蛙鳴
  - 京城怪物2
  - 地獄公使2
  - 浮游先生
  - 一箱情緣
  - 魷魚遊戲2

- TVING
  - 愛情少一啪
  - 金字塔游戏
  - 我光明正大想成為灰姑娘
  - 于氏王后
  - 社長的菜單
  - 或好或壞的東載
  - 大都市的愛情法

- Disney+
  - 殺人者的購物中心
  - 篡位
  - 支配物種
  - 逆貧大叔
  - 紅天鵝
  - 暴君
  - 首爾破笑組
  - 江南B-Side
  - 照明商店

- Wavve
  - 黑幫的我成了高中生

- Coupang Play
  - Hide
  - 凌晨兩點的灰姑娘
  - 愛過之後來臨的
  - 家族計劃

- U+Mobiletv
  - 聖水洞之吻
  - 塔羅牌
  - 無路可走：輪盤賭
  - 脆弱的青春

- WATCHA
  - 四柱王

- Lifetime、AXN
  - Under The Gun
  - 愛的行板

- Rakuten Viki
  - 皮塔在戀愛

- Cinema Heaven
  - 0課時是Inssa Time

### 2023年
- KBS
  - 頭腦共助
  - Oasis
  - 秘密的女人
  - 真的出現了！
  - 是金 是玉
  - 偶然遇見的你
  - 為你心動
  - 優雅的帝國
  - 純情拳擊手
  - 孝心的家，各自為生
  - 咣噹啷啷家族
  - 婚禮大捷
  - 高麗契丹戰爭

- MBC
  - 木偶的季節
  - 朝鮮律師
  - 天空的因緣
  - Numbers：大廈之林的監視者們
  - 戀人
  - 犬系戀人
  - 第三次結婚
  - 烈女朴氏契約結婚傳

- SBS
  - 權貴復仇
  - 模範計程車2
  - 花書生熱愛史
  - 浪漫醫生金師傅3
  - 惡鬼
  - 災後調查日誌2
  - 全國死刑公投
  - 7人的逃脫
  - 我的惡魔

- tvN
  - 朝鮮精神科醫師劉世豐2
  - 頭等緋聞
  - 青春月譚
  - 神聖的偶像
  - 潘朵拉：偽造的樂園
  - 盜賊：七個朝鮮通寶
  - 特務家族
  - 九尾狐傳1938
  - 有利的詐欺
  - 今生也請多指教
  - 驅魔麵館2：全面回擊
  - 無用的謊言
  - 阿斯達年代記：阿拉姆恩之劍
  - 閃亮的西瓜
  - 無人島的Diva
  - 大指揮家：弦上的真相

- JTBC
  - 代理公司
  - 離婚律師申晟瀚
  - 醫生車貞淑
  - 壞媽媽
  - 歡迎來到王之國
  - 奇蹟的兄弟
  - 摸心第六感
  - 戀愛不可抗力
  - 大力女子姜南順
  - 歡迎來到三達里

- TV朝鮮
  - 榴蓮小姐
  - 我的Happy End

- Channel A
  - 假面的女王（)
  - 男與女（)

- MBN
  - 完美的結婚公式（)

- ENA
  - 能成為陌生人嗎
  - Delivery Man
  - 紙之月
  - 寶拉！黛博拉
  - Oh！英心
  - 幸福對決
  - 有院子的家
  - 陌生人
  - 等待了很久
  - 新兵2
  - 綁架之日
  - 惡人傳記
  - 白晝之月
  - 跟我说爱我
  - 沙之花也有春天

- Netflix
  - 戀愛大戰
  - 造后者
  - 末日騎士
  - 獵犬
  - 絕世網紅
  - D.P：逃兵追緝令2
  - 假面女郎
  - 走進你的時間
  - 盜賊之歌
  - 我的女神室友斗娜
  - 精神病房也會迎來清晨
  - Sweet Home 2
  - 京城生物

- TVING
  - 放學後戰爭活動
  - 我們相愛過的一切
  - 殘酷的實習生
  - 社長豆超市
  - 運氣好的日子
  - 戀愛播放曲
  - 死期將至

- Disney+
  - 地下精英2
  - 原來這就是愛啊
  - 較量人生
  - 舊案尋兇2
  - Moving 異能
  - 漢江刑警
  - 惡中之惡
  - 非法正義
  - 單戀原聲帶2

- Wavve
  - 朴河京旅行記
  - 清潭國際高中
  - 交易

- Coupang Play
  - 誘餌
  - 少年時代

- U+Mobiletv
  - High Cookie
  - 天黑了

- Amazon
  - 我的男神丘比特

- 시네마천국
  - 芬蘭爸爸

### 2022年
- KBS
  - Crazy Love
  - 現在很美麗
  - 加油，我的人生
  - 向你奔去的速度493km
  - 紅丹心
  - 黃金面具
  - 魔咒的戀人
  - 美男堂
  - Dear.M ()
  - 說出你的願望
  - 依法相爱吧
  - 三姐弟要勇敢
  - 我眼裡的豆莢
  - 真劍勝負
  - 謝幕：樹立而死

- MBC
  - Tracer
  - 明天
  - 祕密之家
  - 現在開始是Showtime！
  - Dr. Lawyer
  - 野豬狩獵
  - 金湯匙
  - 以一當百執事
  - 請發送粉絲信
  - 禁婚令，朝鮮婚姻禁止令

- SBS
  - 讀懂惡之心的人們
  - 社內相親
  - Again My Life
  - 我們從今天開始
  - 為何是吳秀才
  - 今日的網漫
  - 千元律師
  - Cheer Up
  - 消防局旁的警察局
  - Trolley：命運交叉點

- tvN
  - Ghost Doctor
  - 二十五，二十一
  - 軍檢察官多伯曼
  - Kill Heel
  - 我們的藍調
  - 流星
  - 殺人者的購物目錄
  - 夏娃的醜聞
  - Link：盡情吃，用力愛
  - 還魂
  - Adamas
  - 朝鮮精神科醫師劉世豐
  - 小女子
  - 精神教練諸葛吉
  - Blind
  - 月水金火木土
  - 王后傘下
  - 明星經紀人生存記
  - 還魂：光與影
  - Missing：他們存在過2

- JTBC
  - 氣象廳的人們：社內戀愛殘酷史篇
  - 三十九
  - 綠色媽咪會
  - 我的解放日記
  - 生活不幸的女人
  - Cleaning Up
  - Insider
  - 模範刑警2
  - The Empire：法之帝國
  - 財閥家的小兒子
  - 愛情的理解

- OCN
  - 優越的一天

- TV朝鮮
  - 結婚作词，離婚作曲3
  - 魔女寶刀未老
  - 紅氣球

- IHQ
  - Sponsor

- ENA
  - 具必秀不在
  - 非常律師禹英禑
  - 新兵
  - Good Job
  - 高斯電子公司
  - 凍死的戀愛
  - 什麼都不想做
  - 我把社長解鎖了

- Netflix
  - 現在我們學校
  - 少年審判
  - 安娜拉蘇瑪娜拉
  - 紙房子：韓國篇
  - 黑色的新娘
  - 模範家族
  - 蘇里南
  - 天外謎蹤
  - 命定之人
  - 閃耀國度
  - The Glory

- kakaoTV
  - 媳婦過渡期2
  - 結婚白皮書
  - 偶然的田園日記

- TVING
  - 內科朴院長
  - 只是還沒全力以赴
  - 豬玀之王
  - 怪異
  - 玫瑰公寓
  - 柔美的細胞小將2
  - 新常態陣
  - 致不愛我的X
  - 螞蟻在燃燒
  - Yonder
  - 身價
  - 酒鬼都市女人們2
  - Island

- Wavve
  - 既然這樣就去青瓦台
  - Miracle
  - 危機的X
  - 戀愛的季節
  - 弱美男英雄

- Disney+
  - 警校菜鳥
  - 迷網追兇
  - 單戀原聲帶
  - 第六感之吻
  - 爭鋒相辯
  - 舊案尋兇
  - 第三人稱復仇
  - Connect：連瞳
  - 賭命為王

- Coupang Play
  - 安娜
  - Unicorn
  - 触G核心

- Apple TV+
  - 柏青哥

- WATCHA
  - 最終兵器愛麗絲
  - 今天可能會有點辣
  - 沙漠之王

- Hami Video
  - 飛起來吧蝴蝶

### 2021年
- KBS
  - 基督山小姐
  - 月升之江
  - 你好？是我！
  - Okay！光姐妹
  - 即使被騙也要做夢
  - 大發不動產
  - 五月的青春
  - Imitation
  - 遠看是蔚藍的春天
  - 紅色高跟鞋
  - 警察課程
  - 達利和馬鈴薯湯
  - 紳士與小姐
  - 國家代表妻子
  - 戀慕
  - 學校2021
  - 太宗李芳遠
  - 愛的麻花
  - 花開時想月

- MBC
  - 成為飯吧
  - Love Scene Number
  - Oh！珠仁君
  - 有目標了
  - 直到瘋狂
  - 第二任丈夫
  - 請確認活動吧
  - 黑色太陽
  - 衣袖紅鑲邊

- SBS
  - Penthouse2
  - 朝鮮驅魔師
  - 模範計程車
  - Amor_Fati－現在去愛吧
  - Racket少年團
  - Penthouse3
  - 紅天機
  - One the Woman
  - 成為你的夜晚
  - 現在，正在分手中
  - 那年，我們

- tvN
  - L.U.C.A.: The Beginning
  - Vincenzo（官譯：黑道律師文森佐）
  - Mouse
  - Navillera（官譯：如蝶翩翩）
  - Mine（官譯：我的上流世界）
  - 某一天滅亡來到我家門前
  - 心驚膽戰的同居（官譯：我的室友是九尾狐）
  - 機智醫生生活2
  - Voice 4
  - 惡魔法官
  - 你是我的春天
  - The Road：1的悲劇
  - 海岸村恰恰恰
  - High Class
  - 柔美的細胞小將
  - Hometown
  - 智異山
  - Happiness
  - 御史與祚怡
  - 憂鬱症
  - Bad and Crazy
  - 不可殺：永生之靈

- JTBC
  - 前輩，那支口紅不要塗
  - Sisyphus: the myth
  - 怪物
  - 路線脫離
  - 尋找一位孩子
  - Law School
  - Undercover
  - 月刊家
  - 無法抗拒的他
  - 人間失格
  - 像你的人
  - 具景伊
  - IDOL：The Coup
  - 孔雀都市
  - 雪降花
  - 只一人

- OCN
  - Times
  - 黑洞
  - Chimera

- TV朝鮮
  - 結婚作词，離婚作曲
  - 結婚作词，離婚作曲2
  - Uncle

- Channel A
  - Show Window：女王之家（)

- MBN
  - 綁匪－盜取命運

- Netflix
  - 喜歡的話請響鈴2
  - Move to Heaven：我是遺物整理師
  - 明天不要來
  - Kingdom：雅信傳
  - D.P：逃兵追緝令
  - 魷魚遊戲
  - 以吾之名
  - 地獄
  - 寧靜海

- kakaoTV
  - 剛剛三十歲
  - 不瘋不狂不愛你
  - 優秀巫師賈斗心
  - 要喝一杯咖啡嗎
  - 影子美女

- TVING
  - 正在書寫你的命運
  - 來魔女食堂吧
  - 酒鬼都市少女們
  - 廢柴的一日三餐

- Wavve
  - You Raise Me Up

- Coupang Play
  - 某一天

- Lifetime
  - Drama world 2

- iQIYI、V LIVE、NAVER TV、VIKI、Amazon Prime Video（JP）、Youtube
  - 所以我和黑粉結婚了

- Naver TV
  - Blue Birthday

- olleh tv、seezn
  - 複製人（原名《四子》）
  - 犯罪拼圖
  - 施魔法

- Apple TV+

### 2020年
- KBS
  - Forest
  - 快過來
  - 危險的約定
  - 結過一次了
  - 契約友情
  - Born Again
  - 絕妙的遺產
  - 靈魂維修工
  - 出師表
  - 他就是那傢伙
  - 喪屍偵探
  - Do Do Sol Sol La La Sol
  - Oh！三光公寓！
  - 不管誰說什麼
  - 秘密的男人
  - 出軌的話就死定了
  - 暗行御史：朝鮮秘密搜查團

- MBC
  - The Game：向著零時
  - 那個男人的記憶法
  - 365：逆轉命運的1年
  - 上司實習生
  - 一起吃晚餐嗎？
  - 我的燦爛人生
  - 李小姐知情
  - 十匙一飯
  - Cinematic Drama SF8
  - 當我最漂亮的時候
  - 愛我的間諜
  - Kairos

- SBS
  - 浪漫醫生金師傅2
  - HYENA
  - 無人知曉
  - The King：永遠的君主
  - Good Casting
  - 媽媽出軌了
  - 便利店新星
  - Alice
  - 你喜歡布拉姆斯嗎（브람스를 좋아하세요?）
  - Penthouse
  - 火鳥2020
  - 飛吧開天龍

- tvN
  - 金錢遊戲
  - 謗法
  - Hi Bye，媽媽！
  - Memorist
  - 機智醫生生活
  - 一半的一半
  - 花樣年華－生如夏花
  - 外出
  - Oh My Baby
  - (了解得不多也無妨) 是一家人
  - 雖然是精神病但沒關係
  - 惡之花
  - 秘密森林2
  - 青春紀錄
  - Start-Up
  - 產後調理院
  - 日與夜
  - 女神降臨
  - 哲仁王后

- JTBC
  - 梨泰院Class
  - 你好德古拉
  - 天氣好的話，我會去找你
  - 夫妻的世界
  - 幸福的振秀
  - 雙甲路邊攤
  - 宵夜男女
  - 模範刑警
  - 我們，愛過嗎
  - 優雅的朋友們
  - 重回18歲
  - 境遇之數
  - 私生活
  - Live On
  - Hush
  - Run On

- OCN
  - 如實陳述
  - RUGAL
  - 法外搜查
  - Train
  - Missing：他們存在過
  - Search
  - 驚奇的傳聞

- TV朝鮮
  - 偶然的家族
  - 風雲碑
  - 復仇吧

- Channel A
  - TOUCH
  - 怪咖！文主厨
  - 謊言的謊言（)

- MBN
  - 我的危險妻子

- MBC every 1
  - 戀愛雖然麻煩，但更討厭孤獨！
  - 拜託不要見那個男人

- Netflix
  - 我的全像情人
  - Kingdom 2
  - 人性課外課
  - 非常校護檔案
  - Sweet Home

- kakaoTV
  - Amanza
  - 戀愛革命
  - 媳婦過渡期
  - 都市男女的愛情法
  - 致我們單純的小美好

### 2019年
- KBS
  - 左撇子妻子
  - 鄰家律師趙德浩2：罪與罰
  - 为何那样，奉尚先生
  - 監獄醫生
  - 我世上最漂亮的女兒
  - 各位國民
  - 不想去公司
  - 僅此一次的愛情
  - 拜託了，夏天啊
  - Perfume
  - 太陽的季節
  - JUSTICE
  - 讓我聆聽你的歌
  - 山茶花開時
  - 朝鮮浪漫喜劇–綠豆傳
  - 生日信
  - 愛情是Beautiful，人生是Wonderful
  - 只走花路吧
  - 優雅的母女
  - 99億的女人

- MBC
  - 龍王保祐
  - 春天來了，春天
  - Item
  - 悲傷時愛你
  - The Banker
  - 特別勞動監督官趙掌風
  - 異夢
  - 春夜
  - 檢法男女2
  - 全都是孔多利
  - 新入史官丘海昤
  - 黃金庭院
  - Welcome 2 Life
  - 意外發現的一天
  - 沒有第二次
  - 有瑕疵的人們
  - 壞愛情

- SBS
  - 獬豸
  - 熱血司祭 
  - 農夫士官學校 
  - 綠豆花
  - 初次見面我愛你
  - 絕對達令
  - 可疑的岳母
  - 偵探醫生
  - 醫生耀漢
  - 17歲的條件
  - Secret Boutique
  - HipHop王
  - VAGABOND
  - V.I.P
  - 想品嚐一下味道嗎？
  - Stove League

- tvN
  - 成為王的男人
  - 羅曼史別冊附錄
  - 觸及真心
  - 沒禮貌的英愛小姐17
  - 會讀心術的那小子
  - 自白
  - 她的私生活
  - Abyss
  - 阿斯達年代記
  - 請輸入檢索詞WWW
  - 60天，指定倖存者
  - 德魯納酒店
  - 當惡魔呼喊你的名字時
  - 偉大的Show
  - 很便宜，千里馬超市
  - 清日電子李小姐
  - 請融化我吧
  - 精神病患者日記
  - 愛的迫降（)
  - Black Dog

- JTBC
  - Legal High
  - 耀眼
  - 加油吧威基基2
  - 美麗的世界
  - 風在吹
  - 輔佐官–改變世界的人們
  - 18歲的瞬間
  - 浪漫的體質
  - 花黨：朝鮮婚姻介紹所
  - 我的國家
  - 輔佐官2–改變世界的人們
  - 巧克力
  - 檢察官內傳
  - 麝香貓人

- OCN
  - 圈套
  - 附身
  - Kill It
  - 救救我2
  - Voice3
  - WATCHER
  - 臨時制先生
  - 他人即地獄
  - 奔跑的調查官
  - 所有人的謊言

- TV朝鮮
  - Babel
  - 朝鮮生存記
  - Leverage：詐騙操作團
  - 揀擇－女人們的戰爭

- Netflix
  - Kingdom 
  - 因為初戀是第一次
  - 喜歡的話請響鈴

- MBN
  - 最棒的炸雞
  - Level Up
  - 優雅的家

- Drama X
  - 最棒的炸雞
  - Level Up
  - 優雅的家

- Channel A
  - 平日下午3點的戀人

### 2018年
- KBS
  - 朝鮮美人別傳
  - Radio Romance
  - 波濤啊，波濤啊
  - 推理的女王2
  - 人偶之家
  - 一起生活吧
  - 我們遇見的奇蹟
  - Suits
  - 明日也晴朗
  - 你也是人類嗎
  - 你的管家
  - To. Jenny
  - 愛到最後
  - Lovely Horribly
  - 車達萊夫人的愛情
  - 今天的偵探
  - 我唯一的守護者
  - 玉蘭麵屋
  - 最完美的離婚
  - 讓開，命運啊
  - 就算死也喜歡
  - 國標舞女孩

- MBC
  - 入贅丈夫吳作鬥
  - 偉大的誘惑者
  - 牽著手，看夕陽西下
  - 富家公子
  - 瘋了，因為你！
  - 檢法男女
  - 過來抱抱我
  - 離別已別離
  - 秘密與謊言
  - 生死決斷羅曼史
  - 時間
  - 捉迷藏
  - 我身後的陶斯
  - 壞爸爸
  - 大長今在看著
  - 我的愛情治癒記
  - 赤月青日
  - 與神的約定
  - 壞刑警

- SBS
  - Return
  - 能先接吻嗎？
  - 善良魔女傳
  - Switch－改變世界
  - EXIT
  - 油膩的Melo
  - Secret Mother
  - 訓南正音
  - 我也是媽媽
  - 如果是她的話
  - 雖然30但仍17
  - 致親愛的法官大人
  - 胸腔外科-盜取心臟的醫生們
  - 狐狸新娘星
  - Ms.Ma，復仇的女神
  - 皇后的品格
  - 江南醜聞 （강남 스캔들）
  - 死的讚美
  - 命運與憤怒
  - 福秀回來了

- tvN
  - Mother
  - Cross
  - Live
  - 我的大叔
  - 致忘了詩的你
  - 武法律師
  - 想暫停的瞬間：About Time
  - 金秘書為何那樣
  - 陽光先生
  - 一起吃飯吧3：Begins
  - 認識的妻子
  - （빅 포레스트）
  - 百日的郎君
  - 從天而降的一億顆星
  - NINE ROOM
  - 雞龍仙女傳
  - 頂級巨星柳白
  - 男朋友
  - 阿爾罕布拉宮的回憶

- JTBC
  - Misty
  - 加油吧威基基
  - 經常請吃飯的漂亮姐姐
  - 漢摩拉比小姐
  - Sketch
  - Life
  - 我的ID是江南美人
  - 第3種魅力
  - Beauty Inside
  - SKY CASTLE
  - 先熱情的打掃吧

- OCN
  - 操心
  - 小神的孩子們
  - 那個男人 吳秀
  - Mistresses
  - 火星生活
  - Voice2
  - 客：The Guest
  - Player
  - 神的測驗：重啟 
  - Priest 

- TV朝鮮
  - 大君－繪製愛情（

- Netflix
  - 心靈的聲音：Reboot

- MBN
  - 延南洞 539
  - Rich Man
  - 魔女之愛
  - 馬成的喜悅
  - 心動警報（설렘주의보）

- Drama X
  - 馬成的喜悅

- Channel A
  - 十二夜
  - 拜託了咖啡（커피야 부탁해）

- MBC EVERY1
  - 甜鹹辦公室

- HBO
  - 夢達

- KBS W
  - 當時間停止時

- Olive
  - 恩珠的房間

### 2017年
- KBS
  - 赤身的消防員
  - 金科長
  - 那女人的大海
  - 完美的妻子
  - 爸爸好奇怪
  - 推理的女王
  - 沒有名字的女人
  - 個人主義者智英小姐
  - 三流之路
  - 無窮花開了
  - 七日的王妃
  - 最佳的一擊
  - 學校2017
  - 最強送貨員
  - Manhole：夢遊仙境的奉弼
  - 花開了，達順啊
  - 我的黃金光輝人生
  - 內衣少女時代
  - 我男人的秘密
  - Andante
  - 魔女的法庭
  - Mad Dog
  - Go Back夫婦
  - 即使恨也愛你
  - Jugglers
  - 黑騎士

- MBC
  - Missing9
  - 三色幻想
  - 逆賊：偷百姓的盜賊
  - 冰球
  - 你太過分了
  - 自體發光辦公室
  - 訓長吳純南
  - 多樣的兒媳
  - 歸來的福丹芝
  - 小偷傢伙，小偷大人
  - 守望者
  - 王在相愛
  - 死而復生的男人
  - 醫療船
  - 擺飯桌的男人
  - 時尚媽咪
  - 20世紀少男少女
  - 金錢之花
  - 逆流
  - 前世的冤家們
  - Two Cops
  - 不是機器人啊
- SBS
  - 被告人
  - 師任堂，光的日記（臺灣、香港：師任堂）
  - 超人家族2017
  - 悄悄話
  - 姐姐風采依舊
  - 奇怪的搭檔
  - 我的野蠻女友
  - 甜蜜的冤家
  - 再次重逢的世界
  - 操作
  - 愛情的溫度
  - 當你沉睡時
  - Bravo My Life
  - 李判史判
  - 疑問的一勝
  - Happy Sisters
- tvN
  - 內向的老闆
  - 明天和你
  - 她愛上了我的謊
  - 芝加哥打字機
  - Circle：相連的兩個世界
  - 秘密森林
  - 河伯的新娘 2017
  - 犯罪心理
  - 名不虛傳
  - Argon
  - 今生是第一次
  - 卞赫的愛情
  - 付岩洞復仇者們
  - 機智牢房生活
  - 沒禮貌的英愛小姐16
  - 世上最美麗的離別
  - 和遊記
- JTBC
  - 大力女子都奉順
  - Man to Man
  - 有品位的她
  - 有可能知道的人
  - 嘻哈老師
  - 青春時代2
  - 不知不覺18
  - 魔術學校
  - The Package
  - 終極羅曼史
  - Untouchable
  - 只是相愛的關係
  - 韓汝凜的回憶
- OCN
  - Voice
  - 隧道
  - 焦急的羅曼史
  - Duel
  - 救救我
  - Black
  - Melo Holic 愛情中毒
  - 壞傢伙們：惡的都市
- Netflix
  - My Only Love Song
  - 非正規職偶像
- Drama X
  - Single Wife
- Kth
  - 愛娜啊，吃飯吧
- OnStyle
  - Oh！ 半地下室的女神們
- TV朝鮮
  - 在你背上扣球

### 2016年
- KBS
  - 蔣英實
  - 武林學校
  - 天上的約定
  - 五個孩子
  - 太陽的後裔
  - 我心中的花雨
  - Baby Sitter
  - Page Turner
  - 鄰家律師趙德浩
  - Master－麵條之神（香港：麵條之神）
  - 怪異家族
  - 白熙回來了
  - Beautiful Mind
  - 女人的秘密
  - 任意依戀
  - 雲畫的月光
  - 月桂樹西裝店的紳士們
  - 通往機場的路
  - 在天空中的太陽
  - 住在我家的男人
  - 再次，初戀
  - Oh My 錦朏
  - 閃耀的恩秀
  - 花郎

- MBC
  - 再一次 Happy Ending（香港：再一次的快樂結局、再一次幸福）
  - 家和萬事成
  - 結婚契約
  - My Little Baby（香港：B任務）
  - Goodbye Mr. Black（香港：再見黑先生）
  - 獄中花
  - 好人
  - 工作Mom育兒Daddy
  - 重新開始
  - 好運羅曼史
  - W（台灣、香港：W-兩個世界）
  - 吹吧，美風啊
  - 購物王路易
  - （香港：拖喼打官司）
  - 春日常在
  - 黃金口袋
  - 爸爸，我來伺候你
  - 舉重妖精金福珠
  - 給予幸福的人
  - 不夜城

- SBS
  - Puck
  - 我女婿的女人
  - 對，就是那樣
  - （臺灣：第二次愛上你）
  - （香港：刑警靚媽2）
  - 大撲
  - 戲子
  - 美女孔心
  - 你是禮物
  - 愛情來了
  - Wanted（香港：救參直播）
  - 倒數第二次戀愛（香港：倒數第二次愛情）
  - 嫉妒的化身
  - 我們的甲順
  - 月之戀人－步步驚心：麗
  - 評價女王
  - 浪漫醫生金師傅
  - 藍色海洋的傳說（香港：藍海傳說）
  - 一滴一滴的愛
  - I am Sorry 姜南九

- tvN
  - 奶酪陷阱（香港：奶酪陷阱）
  - （香港：解碼追兇）
  - 吹笛子的男人
  - 記憶（香港：消失的記憶）
  - 又，吳海英（臺灣：又是吳海英）
  - Dear My Friends（香港：常青老友）
  - 話劇結束之後
  - 傲骨賢妻（香港：法妻當自強）
  - 打架吧鬼神
  - 灰姑娘與四騎士
  - 獨酒男女
  - （香港：權慾叛戰）
  - 沒禮貌的英愛小姐15
  - （香港：明星跟班 Friend）
  - 孤單又燦爛的神－鬼怪（香港：鬼怪－孤單又燦爛的神）

- OCN
  - 鄰家英雄（香港：街坊英雄）
  - 吸血鬼偵探
  - （香港：追稅38部隊）

- JTBC
  - Madame Antoine
  - 玉氏南政基
  - 魔女寶鑑
  - 青春時代
  - Fantastic
  - 老婆這週要出牆
  - 所羅門的偽證

- DramaX
  - 1%的可能性
- Naver TV
  - 噩夢老師

### 2015年
- KBS
  - 玉兒家
  - （台灣：諜海戀人）
  - （香港、台灣：吸血鬼醫生）
  - 謝謝你，兒子啊
  - 不善良的女人們（香港：惡女一家人）
  - 懲毖錄
  - 青鳥之家
  - 依然綠茵的日子（台灣：湛藍的天）
  - 今天開始我愛你
  - Who Are You－學校2015（香港：學校2015）
  - 守護家族
  - 製作人（台灣：Producer 製作人的那些事，香港：製作人們、製片師）
  - 橘皮馬末蘭果醬
  - 蒙面檢察官
  - 記得你
  - （香港：草根議員）
  - （香港：婆媽關係，台灣：拜託媽媽）
  - 星星閃爍（台灣：星星閃耀）
  - （台灣：大明星小媳婦）
  - 全都會好的（香港：愛情甘味）
  - 生意之神－客主2015（香港：生意之神－客主）
  - 無理的前進（香港：青春向前衝）
  - 我們家蜜罈子
  - （香港：塑身女神，台灣：我的維納斯）

- MBC
  - 不屈的車女士
  - （香港：愛上哪個我，臺灣：變身情人）
  - 輝煌或瘋狂
  - 憤怒的媽媽（香港：阿媽上學去）
  - 女王之花
  - 華政
  - （臺灣：為愛美麗，香港：活出彩虹）
  - 心情好又暖（香港：窩心餐廳）
  - （臺灣：雙面夏娃）
  - 像你的女兒（香港：有女萬事足）
  - 偉大的糟糠之妻
  - 夜行書生
  - 媽媽（臺灣：母親，香港：媽媽要出嫁）
  - 我的女兒，琴四月（香港：命運在我手）
  - 她很漂亮
  - 華麗的誘惑
  - 明天也勝利
  - 美麗的你
  - 甜蜜殺氣的家族（香港：愛生事家庭）
  - 最佳戀人

- SBS
  - 誕生吧！家族
  - 恍惚的鄰居（臺灣：完美鄰居）
  - 我的心一閃一閃
  - （臺灣：愛的兩人三角）
  - 走向明天擁有它
  - 人生追擊者李載求
  - 聽到傳聞
  - 看見味道的少女
  - 離婚律師戀愛中
  - （臺灣：假面愛人）
  - （臺灣：上流愛情）
  - 歸來的黃金福
  - 愛你的時間（香港：愛你的時間，7000天）
  - 媽媽我媳婦
  - 深夜食堂
  - （香港：刑警靚媽）
  - The Ace
  - 龍八夷（香港：龍八）
  - 我有愛人了
  - 我的夢幻葬禮
  - 村莊：阿雉阿拉的祕密（香港：村莊）
  - 六龍飛天
  - 雪蓮花
  - （香港：記憶復仇，臺灣：記得我愛你）
  - 魔女之城
  - 你的窺視

- tvN
  - Heart to Heart
  - 豪苟的愛
  - （臺灣：愛情逆轉勝，香港：超級爸B）
  - 偉大的故事
  - 一起吃飯吧2
  - 超人時代
  - （臺灣：魔女，不哭）
  - 前女友俱樂部
  - 隱藏身份（香港：潛行特警）
  - （臺灣：我的鬼神君，香港：我的冤鬼女友）
  - 沒禮貌的英愛小姐14
  - （臺灣：第二次20歲）
  - 泡泡糖（香港：愛情吹波糖）
  - 請回答1988（香港：回答吧！1988）

- JTBC
  - 為純情著迷
  - 親愛的恩東啊（臺灣：親愛的恩東）
  - LAST
  - D-Day
  - 錐子

- TV朝鮮
  - 偉大的故事

- MBN
  - 因為媽媽沒關係

- OCN
  - 失蹤的黑色M
  - 我的美麗新娘
  - 能看見鬼的警察處容2

- KBS Drama
  - Miss Mammamia

- MBC Drama
  - 太陽的都市
  - 我的遺憾男友

- MBC every1
  - 0時的她
  - 想像貓

- SBS Plus
  - 為你點餐（臺灣：I Order You）

- Mnet
  - （臺灣：具海拉成功記）
  - The Lover

- O`live（朝鲜语：하이브）
  - 宥美的房間
  - 對我乾杯（나에게 건배）

- OnStyle
  - 因為是第一次（처음이라서，香港：因為這是第一次）

- Drama H（朝鲜语：드라마 H）
  - You Will Love Me（유일랍미，香港：戀愛育成遊戲）

- E Channel（朝鲜语：E채널）
  - Riders：抓住明日（라이더스 : 내일을 잡아라，香港：Riders：抓住明天、人力車戀曲，臺灣：Riders：抓住明天）

- TRENDY
  - You Will Love Me（유일랍미，香港：戀愛育成遊戲）

- DRAMAcube（朝鲜语：드라마큐브）
  - Riders：抓住明日（라이더스 : 내일을 잡아라，香港：Riders：抓住明天、人力車戀曲，臺灣：Riders：抓住明天）

- QTV
  - 英雄們（영웅들）

- UMAX
  - 對我乾杯（나에게 건배）

### 2014年
- KBS
  - 鄭道傳（정도전）
  - 天上女人（천상 여자，臺灣：天使的反擊）
  - 純金的地（순금의 땅）
  - 感激時代：鬪神的誕生（감격시대 : 투신의 탄생）
  - 陽光滿溢（태양은 가득히）
  - （참 좋은 시절，香港：很好的日子，臺灣：美麗好時節）
  - （빅맨，臺灣：流氓王子，香港：流氓繼承人）
  - 黃金交叉（골든 크로스/Golden Cross）
  - 布穀鳥巢（뻐꾸기 둥지，香港：借肚復仇，臺灣：布穀鳥之巢）
  - 貓來了（고양이는 있다）
  - Trot戀人（트로트의 연인，香港：演歌戀人）
  - 朝鮮槍手（조선총잡이，香港：朝鮮射手，台灣：朝鮮神槍手）
  - Hi! School - Love On（하이스쿨: 러브온，臺灣：愛在高中，香港：高中愛）
  - （가족끼리 왜이래，臺灣：家人之間）
  - 戀愛的發現（연애의 발견）
  - （일편단심 민들레，台灣：我的魔法麵店）
  - 鋼鐵人（아이언맨/Iron Man，香港：謎情鋼刀男）
  - 明日如歌（내일도 칸타빌레，香港、台灣：交響情人夢）
  - 甜蜜的秘密（달콤한 비밀，台灣：1+1我的愛）
  - S.O.S請救救我（S.O.S 나를 구해줘，由KBS Drama首播）
  - 王的面孔（왕의 얼굴）
  - 我的愛屬於你（당신만이 내사랑，香港：真的愛你）
  - （힐러，臺灣：Healer治癒者、偽裝情人，香港：奪命任務、HEALER追撃）

- MBC
  - （앙큼한 돌싱녀，香港：別有用心的單身女、別有用心單身女，臺灣：愛上恢單女）
  - （엄마의 정원，臺灣：愛在屋簷下）
  - （왔다! 장보리，臺灣：華麗的對決，香港：我係張寶利）
  - （호텔킹，香港：酒店之王、酒店風雲，臺灣：酒店之王）
  - Triangle（트라이앵글）
  - （모두 다 김치，臺灣：幸福泡菜店）
  - 改過遷善（개과천선，香港：失憶大狀）
  - 說出你的願望（소원을 말해봐）
  - 更夫日誌（야경꾼 일지，香港：夜警日誌）
  - 命中注定我愛你（운명처럼 널 사랑해）
  - 媽媽（마마，臺灣：只想為你，香港：媽媽．無所畏懼）
  - 我人生的春天（내 생애 봄날）
  - 合宿24號房（하숙 24번지，由MBC every1播出）
  - （장미빛 연인들，臺灣：意外人生，香港：難得有情人）
  - 傲慢與偏見（오만과 편견）
  - （전설의 마녀，香港：信有明天，臺灣：魔法麵包店）
  - （압구정 백야，臺灣：白夜童話）
  - 暴風的女子（폭풍의 여자）
  - Mr.Back（미스터 백，香港：忽然30歲）
  - 愛情頻率37.2（사랑주파수 37.2，由MBC every1播出）
  - 瑞典洗衣店（스웨덴 세탁소，由MBC Drama播出）

- SBS
  - （나만의 당신，臺灣：只屬於你）
  - （쓰리데이즈，香港：追蹤72小時、3日殺機，臺灣：危情三天）
  - （신의 선물-14일，臺灣：神的禮物，香港：神的禮物14天、神的禮物）
  - （닥터 이방인，香港：異鄉醫生，臺灣：愛在異鄉）
  - 心情好的日子（기분 좋은 날）
  - 天使之眼（엔젤 아이즈/Angel Eyes，香港：天使之瞳）
  - 你們被包圍了（너희들은 포위됐다）
  - （사랑만 할래，臺灣：只想愛）
  - 無盡的愛（끝없는 사랑）
  - 清潭洞醜聞（청담동 스캔들，臺灣：上流緋聞）
  - （유혹）
  - 沒關係，是愛情啊（괜찮아, 사랑이야，香港：沒關係 這是愛情）
  - 秘密之門（비밀의 문，香港：帝王的秘密）
  - 對我而言可愛的她（내겐 너무 사랑스러운 그녀，香港：可愛的妳）
  - 現代農夫（모던 파머 - 현대농부，香港：摩登農夫）
  - DODOHARA（도도하라，由SBS Plus播出）
  - 美女的誕生（미녀의 탄생）
  - 皮諾丘（피노키오/Pinocchio，香港：愛上Pinocchio）
  - 奔跑吧薔薇（달려라 장미）
  - （펀치，臺灣：逆轉人生180天，香港：絕命反擊）

- tvN
  - 需要浪漫3（로맨스가 필요해3）
  - 急診男女（응급남녀）
  - 沒禮貌的英愛小姐13（막돼먹은 영애씨 13）
  - 岬童夷（갑동이，香港：甲洞）
  - 魔女的戀愛（마녀의 연애）
  - 花樣爺爺搜查隊（꽃할배 수사대）
  - 高校處世王（고교처세왕，香港：高校打工王）
  - 不要戀愛要結婚（연애 말고 결혼）
  - 黃金巨塔（황금거탑）
  - 剩餘公主（잉여공주，香港：剩魚公主）
  - 我的秘密飯店（마이 시크릿 호텔/My Secret Hotel，香港：秘密酒店）
  - 三劍客（삼총사）
  - （아홉수 소년，香港：逢九少年）
  - 詐欺遊戲（라이어 게임/LIAR GAME）
  - 未生（미생）
  - 家族的秘密（가족의 비밀）
  - 有理的愛情（일리 있는 사랑）

- JTBC
  - 我們能相愛嗎（우리가 사랑할 수 있을까，臺灣：我們可以相愛嗎）
  - （귀부인，臺灣：貴婦的戰爭）
  - 密會（밀회）
  - 12年後的重逢：山蒜醬湯（12년만의 재회: 달래 된, 장국）
  - 宥娜的街（유나의 거리）
  - 下女們（하녀들，臺灣：侍女們，香港：貴族侍女）
  - 善巖女高偵探團（선암여고 탐정단）

- OCN
  - 能看見鬼的警察處容（귀신 보는 형사 처용，臺灣、香港：看見鬼的刑警處容）
  - 神的測驗4（신의 퀴즈 4）
  - Reset（리셋）
  - 壞小子們（나쁜 녀석들，香港：暴瘋刑警）
  - Frost醫生（닥터 프로스트/Dr. Frost，香港：讀心探案）

- TV朝鮮
  - 百年新娘（백년의 신부）
  - 妻子醜聞－起風了（아내스캔들 - 바람이 분다）
  - 火花裡（불꽃 속으로）
  - 最佳婚姻（최고의 결혼）

- MBN
  - 天國的眼淚（천국의 눈물）

- Mnet
  - MiMi（미미，香港：美美）

### 2013年
- KBS
  - （삼생이，臺灣：逆轉人生）
  - （광고천재 이태백，香港：廣告天才）
  - （아이리스 2，臺灣：反恐任務，香港：IRIS II）
  - 一絲的純情（일말의 순정）
  - （최고다 이순신，臺灣：王牌大明星）
  - 職場之神（직장의 신，臺灣：全能女神）
  - 天命：朝鮮版逃亡者故事（천명: 조선판 도망자 이야기，香港、臺灣：天命）
  - 至誠感天（지성이면 감천，臺灣：愛的旅程）
  - 鯊魚（상어）
  - 恩熙（은희）
  - 劍與花（칼과 꽃，香港：劍花緣）
  - 好醫生（굿 닥터/Good Doctor，臺灣：Good Doctor善良醫生，馬新：良醫）
  - 紅寶石戒指（루비반지）
  - 王家一家人（왕가네 식구들）
  - 期待戀愛（연애를 기대해）
  - 秘密（비밀）
  - 未來的選擇（미래의 선택）
  - 乘著歌聲的愛情（사랑은 노래를 타고）
  - 漂亮男人（예쁜 남자）
  - 總理與我（총리와 나，臺灣：預約愛情）

- MBC
  - 百年遺產（백년의 유산，香港：百年麵館，馬新：百年的遺產）
  - 七級公務員（7급 공무원，香港：7級公務員，臺灣：我的特務女友）
  - 九家之書（구가의 서，臺灣：千年之戀）
  - 龜巖許浚（구암 허준）
  - 當男人戀愛時（남자가 사랑할 때，香港：男人戀愛時）
  - 金子輕鬆出來吧（금 나와라, 뚝딱!，臺灣：麻雀變鳳凰，香港：鑽石人生，中國：點石成金）
  - 真是了不起（잘났어 정말!，臺灣：雙面情人）
  - 美甲店Paris（네일샵 파리스/Nailshop Paris，於MBC QueeN播出）
  - 歐若拉公主（오로라 공주）
  - 女王的教室（여왕의 교실）
  - 醜聞：極具衝擊性與不道德的事件（스캔들: 매우 충격적이고 부도덕한 사건，香港：家族醜聞，臺灣：秘密人生）
  - 火之女神井兒（불의 여신 정이，臺灣、香港：火之女神）
  - Two Weeks（투윅스，中國：兩週）
  - 愛能給別人嗎（사랑해서 남주나）
  - 帝王之女守百香（제왕의 딸 수백향）
  - 握住我的手（내 손을 잡아）
  - Medical Top Team（메디컬탑팀，香港：最強醫生、妙手天團）
  - 奇皇后（기황후）
  - 黃金彩虹（황금 무지개）
  - 韓國小姐（미스코리아/Miss Korea）
  - 閃耀的羅曼史（빛나는 로맨스，臺灣：閃耀的愛情）

- SBS
  - 野王（야왕，臺灣：慾望女王，香港：慾望女王、野王）
  - 錢的化身（돈의 화신，臺灣：錢的誘惑）
  - 那年冬天風在吹（그 겨울, 바람이 분다，臺灣：看見你的愛、那年冬天風在吹）
  - 你的女人（당신의 여자）
  - 我戀愛的一切（내 연애의 모든 것）
  - 張玉貞，為愛而生（장옥정, 사랑에 살다，香港：君主的女人 ‧ 張玉貞、一代紅顏－張玉貞，馬新：張玉貞）
  - 完美媽媽（원더풀 마마/Wonderful Mama，臺灣：愛的接班人）
  - 出生的祕密（출생의 비밀）
  - 醜八怪警報（못난이 주의보，臺灣：醜小鴨大進擊）
  - （너의 목소리가 들려，臺灣：守護愛情、聽見你的聲音）
  - 黃金帝國（황금의 제국）
  - 結婚的女神（결혼의 여신）
  - 主君的太陽（주군의 태양）
  - 兩個女人的房間（두 여자의 방）
  - 奇怪的保姆（수상한 가정부，臺灣：超完美褓姆，馬新：奇怪的管家）
  - 熱愛（열애）
  - 欲戴王冠，必承其重－繼承者們（왕관을 쓰려는자, 그 무게를 견뎌라 - 상속자들）
  - 結婚三次的女人（세 번 결혼하는 여자，臺灣：結三次婚的女子）
  - 溫暖的一句話（따뜻한 말 한마디，香港：出軌夫妻）
  - 好好長大的女兒荷娜（잘 키운 딸 하나，臺灣：好好養大的女兒）
  - 來自星星的你（별에서 온 그대）

- tvN
  - 鄰家花美男（이웃집 꽃미남）
  - Nine：九回時間旅行（나인: 아홉번의 시간여행，香港：九回時間旅行、九轉迴香）
  - 瘋狂愛情（미친 사랑）
  - 驚豔的她（우와한 녀，香港：謊誕家族）
  - 戀愛操作團：大鼻子情聖（연애조작단; 시라노，香港：戀愛救兵，臺灣：戀愛操作團）
  - 沒禮貌的英愛小姐12（막돼먹은 영애씨 12）
  - 你是誰（후아유/Who Are You，臺灣：第六感任務）
  - 馬鈴薯星2013QR3（감자별 2013QR3，香港：薯嘜一家人）
  - 籃球（빠스껫 볼/Basketball）
  - 請回答1994（응답하라 1994，香港：回答吧！1994）
  - 一起吃飯吧（식샤를 합시다）

- JTBC
  - 荊棘花（가시꽃）
  - 世界的盡頭（세계의 끝）
  - 宮中殘酷史－花的戰爭（궁중잔혹사 - 꽃들의 전쟁，香港：韓宮．華麗孽緣，臺灣：花的戰爭）
  - 無情都市（무정도시）
  - 她的神話（그녀의 신화）
  - 皇家別墅（시트콩 로얄빌라）
  - 再也無法忍受（더 이상은 못 참아）
  - 大姊（맏이）
  - 你鄰居的妻子（네 이웃의 아내）

- OCN
  - 病毒（더 바이러스/The Virus）
  - 特殊案件專案组TEN 2（특수사건전담반 TEN 시즌2，香港：十級重案2）

- Mnet
  - Monstar（몬스타）

- E Channel
  - 失業救助羅曼史（실업급여 로맨스）

- 其他
  - 都市征伐（도시정벌）

### 2012年
- KBS
  - 暴力羅曼史（난폭한 로맨스，香港：暴力浪漫史，臺灣：我的野蠻情人）
  - 自體發光的她（자체발광 그녀，於KBS Drama播出，又名：閃亮的她）
  - Dream High 2（드림하이 2，香港：星夢高飛2，中國與馬新：夢想高飛2，臺灣：夢想高飛）
  - 需要仙女（선녀가 필요해）
  - 順藤而上的你（넝쿨째 굴러온 당신，臺灣：小媳婦女王）
  - 普通的戀愛（보통의 연애）
  - 赤道的男人（적도의 남자，臺灣：摯愛）
  - 愛情雨（사랑비）
  - 愛情啊愛情啊（사랑아 사랑아）
  - 星星月亮都摘給你（별도 달도 따줄게，新加坡：願為你摘星攬月，香港：緣來一家人）
  - 新娘面具（각시탈，臺灣：面具情人）
  - Big（빅，香港：愛情上錯身，臺灣：真愛上錯身）
  - 海雲臺戀人們（해운대 연인들，香港：海雲台的戀人，臺灣：海雲臺戀人）
  - Family（패밀리）
  - 大王之夢（대왕의 꿈）
  - 善良的男人（세상 어디에도 없는 착한 남자）
  - 我的女兒書英（내 딸 서영이，臺灣、馬新：親愛的瑞英，香港：親愛的素英，中國大陸：我女兒素英）
  - 嗚啦啦夫婦（울랄라부부，臺灣：歡喜冤家）
  - 加油，金先生！（힘내요, 미스터 김!）
  - 田禹治（전우치）
  - 學校2013（학교 2013，香港：2013高校風雲，臺灣：2013麻辣一班、花漾校園）

- MBC
  - 擁抱太陽的月亮（해를 품은 달，又名：捧日之月，香港：懷抱太陽的月亮）
  - 神的晚餐（신들의 만찬，臺灣：宮之料理對決，中國：眾神的晚餐或料理天后何仁珠）
  - 武神（무신）
  - The King 2 Hearts（더킹 투하츠，香港：當王子遇上女軍官，臺灣：愛上王世子）
  - Stand By（스탠바이）
  - 天使的選擇（천사의 선택）
  - Dr. JIN（닥터 진，香港：越空仁醫）
  - 不能沒有你的生活（그대 없인 못살아，臺灣：不能沒有你）
  - 仙履奇緣 I Do I Do（아이두 아이두，香港：情迷高跟鞋，臺灣：仙履奇緣 I Do I Do）
  - 黃金時刻（골든 타임/Golden Time）
  - 阿娘使道傳（아랑 사또전，臺灣：俏皮冏冤家）
  - 第一千個男人（천 번째 남자）
  - May Queen（메이 퀸，香港：伴我啟航，中國：五月女王，臺灣：五月的情海）
  - 兒子傢伙們（아들녀석들）
  - 馬醫（마의）
  - 媽媽是什麼（엄마가 뭐길래）
  - 彷彿愛過（사랑했나봐，臺灣：彷彿愛過你）
  - 想你（보고싶다，香港：想念你）
  - 吳子龍走吧（오자룡이 간다，臺灣：女婿們的戰爭）

- SBS
  - 工薪族楚漢誌（샐러리맨 초한지，臺灣：愛情要不藥，香港：打工仔楚漢志、工薪族楚漢誌）
  - 拜託了，機長（부탁해요 캡틴，香港：拜托機長，臺灣：俏皮機長）
  - 蠑螈道士和影子操作團（도롱뇽도사와 그림자 조작단）
  - 傻瓜媽媽（바보 엄마）
  - 時尚王（패션왕，香港：時裝王，臺灣：時尚女王）
  - 屋塔房王世子（옥탑방 왕세자，臺灣：閣樓上的王子，香港：屋塔房王世子、閣樓王世子，馬新：閣樓王子、閣樓上的王子）
  - 愛你（그대를 사랑합니다）
  - 我人生中的甘霖（내 인생의 단비）
  - 美味人生（맛있는 인생）
  - 依然是你（그래도 당신）
  - 紳士的品格（신사의 품격）
  - 追擊者 THE CHASER（추적자 더 체이서，香港：追擊者，臺灣：愛的真相）
  - 幽靈（유령）
  - 五指（다섯손가락，香港：五指咒鳴曲，臺灣：鋼琴下的秘密）
  - 信義（신의，臺灣、馬新：神醫）
  - 致美麗的你（아름다운 그대에게，香港：花樣少男少女）
  - 因為是你才喜歡（너라서 좋아，臺灣：女人危機）
  - 我的愛蝴蝶夫人（내사랑 나비부인，臺灣：貴婦當家）
  - 大風水（대풍수）
  - 浪漫滿屋 TAKE 2（풀하우스 테이크2，於SBS Plus播出，臺灣：花漾之戀～浪漫滿屋2，香港：浪漫滿屋2，中國：浪漫我心）
  - 電視劇帝王（드라마의 제왕，香港：電視劇之王）
  - 清潭洞愛麗絲（청담동 앨리스）
  - 家族的誕生（가족의 탄생，臺灣：幸福的守候）

- tvN
  - 黃色復仇草（노란 복수초）
  - 玻璃面具（유리가면）
  - 搖滾吧！花美男（닥치고 꽃미남밴드，香港：搖滾吧！花樣男團）
  - 結婚的策略（결혼의 꼼수）
  - 我愛李太利（아이 러브 이태리，臺灣：戀愛魔法鐘）
  - 請回答1997（응답하라 1997，香港：回答吧! 1997，臺灣：我們的1997）
  - 我的星座男友（일년에 열두 남자）
  - 仁顯皇后的男人（인현왕후의 남자）
  - 盛女浪漫日記2（로맨스가 필요해 2012，香港：盛女浪漫日記2，臺灣：需要浪漫2）
  - 第三醫院（제3병원）

- OCN
  - 吸血鬼檢察官2（뱀파이어 검사 2）

- MBN
  - 愛情能用錢買嗎（사랑도 돈이 되나요）
  - 可疑的家族（수상한 가족）

- JTBC
  - 症候群（신드롬/Syndrome）
  - Happy Ending（해피엔딩）
  - 妻子的男人（아내의 자격）
  - Love Again（러브 어게인）
  - 給親愛的你（친애하는 당신에게）
  - 我們可以結婚嗎（우리가 결혼할 수 있을까）
  - 無子無憂（무자식상팔자）

- Channel A
  - K-POP最強生死戰（K-POP 최강 서바이벌）
  - 不朽的名作（불후의 명작）
  - 再見，老婆（굿바이 마눌）
  - 熊貓小姐和刺蝟（판다양과 고슴도치）

- CSTV
  - 韓半島（한반도）
  - 求婚大作戰（프로포즈 대작전）
  - 爸爸對不起（아버지가 미안하다）
  - 地運數大通（지운수대통，又名：逆轉好運、好運來）

### 2011年
- KBS
  - 相信愛（사랑을 믿어요）
  - Dream High（드림하이，香港：星夢高飛，中國：夢想高飛，馬新：追夢高中，臺灣：夢想起飛Dream High）
  - 荊棘鳥（가시 나무새，臺灣：星星的眼淚）
  - 重案組（강력반，香港：強力班）
  - 童顏美女（동안미녀）
  - 甜蜜的心跳（두근두근달콤）
  - 浪漫小鎮（로맨스타운/Romance Town）
  - 廣開土太王（광개토태왕）
  - 間諜明月（스파이 명월，香港：烏龍女特務）
  - 甜蜜女人家（우리집 여자들）
  - 公主的男人（공주의 남자）
  - 烏鵲橋兄弟（오작교 형제들，香港：情約烏鵲橋，臺灣：愛在烏鵲橋）
  - 波塞冬（포세이돈/Poseidon）
  - 榮光的在仁（영광의 재인）
  - 福熙姐（복희 누나）
  - 只有你（당신 뿐이야，臺灣：逆轉千金）
  - Brain（브레인）

- MBC
  - 我的公主（마이 프린세스/My Princess）
  - 乞丐貴公子（짝패）
  - 一閃一閃亮晶晶（반짝반짝 빛나는，中國、馬新、臺灣、香港：燦爛人生）
  - 相信男人（남자를 믿었네）
  - Royal Family（로열 패밀리，中國：顯貴家族、天使的背叛，香港：皇家，臺灣：豪門之路）
  - 能聽見我的心嗎？（내 마음이 들리니，香港：聽聽我的心，臺灣：是否聽見我的心）
  - 你真漂亮（당신 참 예쁘다）
  - 最佳愛情（최고의 사랑）
  - Miss Ripley（미스 리플리，臺灣：雷普利小姐，香港：說謊的女人、大話佳人，馬新：再見雷普利小姐）
  - 不屈的兒媳婦（불굴의 며느리，臺灣：媳婦當家，香港：不屈的兒媳）
  - 你為我著迷（넌 내게 반했어，香港：愛漫弦）
  - 愛情萬萬歲（애정만만세）
  - 階伯（계백）
  - 千次的吻（천번의 입맞）
  - 絕不認輸（지고는 못살아，香港：寧死不輸、結婚大龍鳳）
  - High Kick！短腿的反擊（하이킥! 짧은 다리의 역습，臺灣：歡樂滿屋2 短腿的反擊，中國：搞笑一家人3）
  - 深夜醫院（심야병원）
  - 危險的女人（위험한 여자）
  - 我也是花（나도,꽃）
  - 就像今天一樣（오늘만 같아라）
  - 光與影（빛과그림자）

- SBS
  - 薔薇的戰爭（장미의 전쟁）
  - Sign（싸인，又名：死因，香港：Sign法證狂人、法證追凶，臺灣：白色追緝令Sign）
  - 新妓生傳（신기생뎐，臺灣：芙蓉閣之戀）
  - 天堂牧場（파라다이스 목장）
  - Midas（마이더스，香港：金錢誘罪，臺灣：豪門的代價）
  - 49天（49일，又名：49日，臺灣：真心給我一滴淚）
  - 我的愛在我身邊（내사랑 내곁에）
  - 對我說謊試試（내게 거짓말을 해봐，臺灣：甜蜜謊言，香港：大話男女）
  - 愛的呼喚（당신이 잠든 사이，又名：當你熟睡的時候）
  - 城市獵人（시티헌터/City Hunter，香港：新城市獵人、CITY HUNTER）
  - Miss歐巴桑（미쓰 아줌마，臺灣：加油！歐巴桑）
  - 武士白東修（무사 백동수）
  - 女人的香氣（여인의 향기，香港：女人香氣）
  - 守護老闆（보스를 지켜라，香港：守護波士、守護Boss）
  - The Musical（더 뮤지컬）
  - 要帥氣的生活（폼나게 살거야，臺灣：幸福的反擊）
  - 根深蒂固的樹（뿌리깊은 나무，又名：樹大根深）
  - 千日的約定（천일의 약속）
  - 如果明日來臨（내일이 오면，又名：假如明天來臨，臺灣：當愛來敲門）
  - 太陽的新娘（태양의 신부）
  - 我的女兒是花兒（내 딸 꽃님이）

- tvN
  - 不可思議愛上你（원스 어폰 어 타임 인 생초리）
  - 型男保姆到我家（매니）
  - 需要浪漫（로맨스가 필요해，香港：盛女浪漫日記）
  - Birdie Buddy（버디버디）
  - 花美男拉麵店（꽃미남 라면가게）
  - 沒禮貌的英愛小姐9（막돼먹은 영애씨 시즌9）

- OCN
  - 夜叉（야차）
  - 神的測驗2（신의 퀴즈 2）
  - 吸血鬼檢察官（뱀파이어 검사）
  - 特殊案件專案組TEN（텐，又名：懸疑生死線，香港：十級重案）

- MBN
  - 愈發霸氣（갈수록 기세등등）
  - What's up（왓츠업）
  - 來了來了終於來了（왔어 왔어 제대로 왔어，又名：甜蜜三人行）
  - 吸血鬼偶像（뱀파이어 아이돌/Vampire Idol）

- JTBC
  - 住在清潭洞（청담동 살아요）
  - 女人化兩次妝時（여자가 두 번 화장할 때）
  - 噗通噗通… 他和她的心跳聲（빠담빠담... 그와 그녀의 심장박동소리，臺灣：聽見他的心跳）
  - 發酵家族（발효가족）
  - 仁粹大妃（인수대비）

- Channel A
  - 天上花園GOMBE嶺（천상의 화원 곰배령）
  - 愛情調色盤（컬러 오브 우먼/Color of Woman）
  - 蔬菜店的小夥子（총각네 야채가게，香港：花美男蔬菜店）
  - Happy and...（해피앤드）

- CSTV
  - 拯救高奉實歐巴桑（고봉실 아줌마 구하기）

### 2010年
- KBS
  - 名家（명가）
  - 學習之神（공부의 신）
  - 推奴（추노）
  - 富翁的誕生（부자의 탄생，香港：我要成為有錢人）
  - 媽媽也很漂亮（엄마도예쁘다）
  - 灰姑娘的姐姐（신데렐라 언니，香港：灰姑娘的復仇）
  - 金萬德（거상 김만덕）
  - 國家的呼喚（국가가 부른다，又名：國家在召喚，香港：凸務女王，臺灣：糊塗俏女警）
  - 麵包王金卓求（제빵왕 김탁구，中國：麵包大王，馬新：麵包王、麵包王子金卓求）
  - 戰友（전우）
  - 嫁給我吧（결혼해주세요，又名：我們結婚吧）
  - 九尾狐：狐狸小妹傳（구미호: 여우누이뎐，香港：九尾狐傳，臺灣：九尾狐的復仇）
  - 風吹好日子（바람불어 좋은 날）
  - 成均館緋聞（성균관 스캔들）
  - 自由人李會榮（자유인 이회영）
  - 山後的南村（산 너머 남촌에는）
  - 笑吧！東海（웃어라 동해야）
  - 逃亡者Plan.B（도망자 플랜 B，香港：逃亡者，臺灣：城市英雄）
  - 叢林的魚2（정글피쉬 2/Jungle Fish 2）
  - 瑪莉外宿中（매리는 외박중，中國、香港：瑪麗外宿中）
  - 愛的好（사랑하길 잘했어，又名：好的愛）
  - 近肖古王（근초고왕）
  - 總統（프레지던트/President）

- MBC
  - Pasta（파스타，香港：意麵情迷，臺灣：料理絕配Pasta）
  - 粉紅色口紅（분홍 립스틱，香港：粉紅色唇膏，中國：燦爛人生2佳恩別哭，臺灣：粉紅色誘惑）
  - 現在還想結婚的女人（아직도 결혼하고 싶은 여자，又名：仍想結婚的女人，臺灣：還想結婚的女子，香港：悠長假期之熟女告急）
  - 蒲公英家族（민들레 가족）
  - 個人取向（개인의 취향，香港：個人的取向、扮基追女仔）
  - 被稱為神的男子（신이라 불리운 사나이）
  - 越看越可愛（볼수록 애교만점，又名：滿分人生）
  - 同伊（동이）
  - Road No. 1（로드 넘버원，臺灣：國道一號，香港：一號公路）
  - 黃金魚（황금물고기，臺灣：禁忌的愛戀）
  - 金首露（김수로，香港：打鐵皇帝金首露）
  - 惡作劇之吻（장난스런 키스）
  - Gloria（글로리아，又名：榮耀之歌）
  - 紅字（주홍글씨，臺灣：愛的烙印 紅字）
  - （욕망의 불꽃，臺灣、香港：慾望之火）
  - 逆轉女王（역전의 여왕）
  - 快樂我的家（즐거운 나의 집，香港：玫瑰的戰爭，臺灣：親愛的請小心）
  - 全部我的愛（몽땅 내 사랑，臺灣：金枝玉葉向錢衝）
  - 暴風的戀人（폭풍의 연인）

- SBS
  - 摘星星給我（별을 따다줘，香港：請摘星星給我）
  - 婦產科女醫生（산부인과，香港：產房急先鋒，臺灣：愛情的代價）
  - Oh! My Lady（오! 마이 레이디，臺灣：Oh! My Lady 愛你喲，香港：愛上師奶經理人）
  - 檢察官公主（검사 프린세스）
  - 壞男人（나쁜 남자，香港：Bad Boy，臺灣：愛上壞男人）
  - 三姊妹（세 자매，臺灣：姐姐妹妹站起來）
  - 人生多美麗（인생은 아름다워，香港：人生真美麗）
  - 鄰居冤家（이웃집 웬수）
  - Coffee House（커피하우스，香港：茶煲老細，臺灣：咖啡情緣）
  - 我是傳說（나는 전설이다，香港：惡女之反擊）
  - 巨人（자이언트/Giant，香港：Giant巨人，臺灣：兄妹情深、Giant巨人）
  - 我的女友是九尾狐（내 여자친구는 구미호，香港：我女友是九尾狐）
  - 大物（대물，香港：大人物，臺灣：永不放棄的愛、愛上女總統）
  - 唐突的女人（당돌한 여자，又名：錯愛的女子，臺灣：錯愛一家親）
  - 不懂女人（여자를 몰라）
  - 醫生冠軍（닥터챔프/Doctor Champ，臺灣：愛上冠軍醫生，香港：最強醫人）
  - 秘密花園（시크릿 가든/Secret Garden）
  - 雅典娜：戰爭女神（아테나: 전쟁의 여신，香港：戰神風暴Athena，臺灣：雅典娜）
  - 南瓜花純情（호박꽃 순정）
  - 微笑，媽媽（웃어요, 엄마，臺灣：媽媽的慾望）
  - 沒關係，爸爸的女兒（괜찮아, 아빠딸，臺灣：甜蜜的負荷）

### 2009年
- KBS
  - 花樣男子（꽃보다 남자，又名：流星花園，中國、香港、馬來西亞：花樣男子，新加坡：流星花園-花樣男子）
  - 即使恨也要再愛一次（미워도 다시 한 번，臺灣：誘惑的人生）
  - 男人的故事（남자이야기，香港：毒男）
  - 那個傻瓜（그저 바라보다가，香港：摘星情緣，臺灣：傻瓜、魔女的誘惑）
  - 松藥局的兒子們（솔약국집 아들들，香港：一屋叉燒的家庭）
  - 薔花與紅蓮（장화홍련）
  - 夥伴們（파트너/Partner，又名：搭檔，香港：夥伴，臺灣：夥伴情人）
  - 不能結婚的男人（결혼 못하는 남자，香港：不能結婚kimchi男）
  - 大家一起恰恰恰（다함께 차차차，臺灣：媳婦的人生，香港：熟女ChaChaCha）
  - 拜託小姐（아가씨를 부탁해，香港：千億寵愛在一身）
  - 2009傳說的故鄉（전설의 고향，香港：迷離「韓」夜 II）
  - 公主歸來（공주가 돌아왔다，臺灣：公主回來了）
  - IRIS（아이리스，臺灣：特務情人IRIS，中國：生死謎諜IRIS）
  - 全都給你（다 줄거야，臺灣：不能沒有你）
  - 可疑三兄弟（수상한 삼형제，香港：敗犬男大聯盟，臺灣：不像三兄弟、奇妙三兄弟）
  - 熱血生意人（열혈 장사꾼，又名：熱血商人，臺灣：熱血男兒）
  - 天下無敵李平岡（천하무적 이평강，臺灣：絕配冤家）
  - 千秋太后（천추태후）
  - 回家的路（집으로 가는 길，臺灣：幸福的背後）

- MBC
  - 做得好 做的妙（잘했군 잘했어，臺灣：衝吧！我的愛）
  - 賢內助女王（내조의 여왕）
  - 男版灰姑娘（신데렐라맨/Cinderella Man，香港：A貨貴公子）
  - 給我飯（밥줘，臺灣：老婆！給我飯）
  - Triple（트리플，香港：冰舞飛揚）
  - 善德女王（선덕여왕）
  - 魂（혼）
  - 不能停止（멈출 수 없어，臺灣：停不住的愛）
  - 寶石拌飯（보석비빔밥）
  - 穿透屋顶的High Kick（지붕뚫고 하이킥!，臺灣：歡樂滿屋，中國：搞笑一家人2）
  - 向大地頭球（맨 땅에 헤딩，香港：東方神球）
  - Hero（히어로）
  - 創造情緣（인연 만들기，臺灣：天降情緣，香港：緣來天注定）
  - 過得有滋有味（살맛 납니다，又名：活得有滋味，臺灣：享受人生）
  - 2009外人球團（2009 외인구단）
  - 泰希慧喬智賢（태희 혜교 지현이，又名：搞笑主婦）
  - 垂涎之島（탐나는도다，臺灣：飄洋過海愛上你）

- SBS
  - 兩個妻子（두 아내）
  - 該隱與亞伯（카인과 아벨，香港：兄弟殺人事件）
  - 自鳴鼓（자명고，又名：王女自鳴鼓，臺灣：自鳴公主）
  - 不是誰都能愛（사랑은 아무나 하나，臺灣：相愛不易）
  - City Hall（시티홀，香港：市政辛女皇、熟女辛市長、未來市長，臺灣：市政廳）
  - 燦爛的遺產（찬란한 유산，中國：錯位人生）
  - 吞噬太陽（태양을 삼켜라，又名：吞陽，香港：吞沒太陽，臺灣：愛的賭注）
  - Style（스타일，香港：潮拜惡魔、Style，臺灣：我的老闆是惡魔）
  - Dream（드림，香港：擊夢擂台，臺灣：我的夢想型男）
  - 綠色馬車（녹색마차）
  - 愛你千萬次（천만번 사랑해，臺灣：無盡的愛）
  - 你笑了（그대, 웃어요，臺灣：意外的人生）
  - 天使的誘惑（천사의 유혹）
  - 不要猶豫（망설이지마，又名：不要迷惑，中國：別再猶豫/走出迷茫）
  - 耶誕節會下雪嗎（크리스마스에 눈이 올까요?，香港：聖誕會下雪嗎，臺灣：白色戀人）
  - 原來是美男（미남이시네요）
  - 妻子回來了（아내가 돌아왔다）

### 2008年
- KBS
  - 媽媽發怒了（엄마가 뿔났다，香港：媽媽發爛渣）
  - 單身爸爸戀愛中（싱글파파는 열애중，香港：戀上你爸爸）
  - 三個爸爸一個媽（아빠 셋 엄마 하나，香港：哎吔三個爸）
  - 愛在青瓦臺（강적들，中國：甜心特工）
  - 你是我的命運（너는내운명）
  - 太陽的女子（태양의 여자，香港：太陽的女兒）
  - 傳說的故鄉（전설의고향，香港：迷離「韓」夜）
  - 戀愛結婚（연애결혼）
  - 親親老爸（내 사랑 금지옥엽）
  - 他們的世界（그들이 사는 세상，香港：他們的世界、戀愛夢工廠）
  - 回來的大醬湯鍋（돌아온 뚝배기）
  - 最強七友（최강칠우）
  - 快刀洪吉童（쾌도 홍길동）
  - 風之國（바람의 나라）
  - 大王世宗（대왕 세종）

- MBC
  - 絕世女警（천하일색 박정금）
  - 幸福3小時（누구세요）
  - 我人生最後的緋聞（내생애 마지막 스캔들）
  - 春子家有喜事了（춘자네 경사났네）
  - 聚光燈（스포트 라이트/Spotlight）
  - 甜蜜的人生（달콤한인생）
  - 想你‧每天每夜（밤이면 밤마다，香港：奪寶誘心人）
  - 大富豪與小律師（대한민국 변호사）
  - 我的女人（내 여자）
  - 伊甸園之東（에덴의 동쪽，香港：伊甸之東）
  - 我人生的黃金期（내 인생의 황금기）
  - 貝多芬病毒（베토벤 바이러스/Beethoven Virus，馬新：情迷貝多芬）
  - 愛你，別哭（사랑해울지마，又名：愛你，不要哭泣，中國：我愛你，不要哭）
  - 之前&之後整形外科（비포 & 애프터 성형외과，又名：Before & After 整形外科，香港：整容俠醫）
  - 愛的謊言（하얀 거짓말）
  - 我們這一家（흔들리지마）
  - 急診室的春天（종합병원 2）
  - 可可島的秘密（크크섬의 비밀）

- SBS
  - 不汗黨（불한당，又名：無賴漢，香港：壞情人）
  - 訂作一個他（우리집에 왜왔니）
  - 幸福百分百（행복합니다）
  - On Air（온에어）
  - 東京，太陽雨（도쿄 여우비）
  - 愛子的姐姐敏子（애자언니 민자）
  - 一枝梅（일지매）
  - 我的甜蜜情人（달콤한 나의 도시）
  - 泰勒瓦（떼루아/Terroir）
  - 家門的榮光（가문의 영광）
  - 明星的戀人（스타의 연인）
  - 神的天秤（신의 저울）
  - 老千（타짜）
  - 菜鳥變鳳凰（유리의 성）
  - 妻子的誘惑（아내의 유혹）
  - 風之畫師（바람의 화원，又名：風之畫員）
  - 奪愛（물병자리）
  - 食客（식객）
  - 全職媽媽（워킹맘/Working Mom，又名：飄走的心親情媽媽、不良丈夫馴服記）
  - 小媳婦與少奶奶（며느리와 며느님）
  - 飛天舞（비천무）

### 2007年
- KBS
  - 比天高比地厚（하늘만큼 땅만큼，臺灣：美好人生、比天高地厚）
  - 春暖花開的時候（꽃피는 봄이오면，又名：待到春花爛漫時，臺灣：騙你騙到愛上你）
  - 達子的春天（달자의 봄）
  - 幸福的女人（행복한 여자，臺灣：誰來愛我）
  - 你好！小姐（헬로! 애기씨，臺灣：Hello！小姐、甜心當家，香港：甜心女當家）
  - 魔王（마왕）
  - 為尋花而來（꽃 찾으러 왔단다，臺灣：尋花而來）
  - 媳婦的全盛時代（며느리 전성시대，香港：師奶愛鬥大）
  - 我是老師（아이엠샘/I am Sam，臺灣：老大的千金）
  - 愛也好恨也好（미우나 고우나，香港：愛情犀利哥）
  - 詐騙信用興信所（얼렁뚱땅 흥신소，又名：詐騙信用調查所）
  - 仁順真漂亮（인순이는 예쁘다）
  - 壞愛情（못된사랑，香港：酷愛，臺灣：錯愛）
  - 漢城別曲-正（한성별곡-정）
  - 京城醜聞（경성스캔들，又名：京城緋聞）
  - 死六臣（사육신）
  - 最強我媽媽（최강! 울엄마）

- MBC
  - 李祘（이산）
  - 壞女人好女人（나쁜여자 착한여자）
  - 白色巨塔（하얀거탑）
  - 宮S（궁S，臺灣：我的野蠻王子）
  - 文熙（문희，臺灣：復仇的代價）
  - 順其自然（케세라세라/Que Sera Sera）
  - H.I.T（히트/Homocide Investigation Team，香港：重案師姐H.I.T、臺灣：H.I.T重案組）
  - 謝謝（고맙습니다，香港：Thank You、臺灣：謝謝你的愛）
  - 瑪莉大九攻防戰（메리 대구 공방전，又名：梅麗大邱攻防戰）
  - 空港城市（에어시티/Air City，香港：航天之城Air City，臺灣：空中之城、空中情緣）
  - 新賢母良妻（신현모양처）
  - 太王四神記（태왕사신기）
  - 咖啡王子1號店（커피프린스 1호점，香港：咖啡王子）
  - Ground Zero（그라운드 제로）
  - 9回末2出局（9회말 2아웃）
  - 阿峴洞夫人（아현동마님，又名：忘年之愛，臺灣：愛戀檢察官）
  - 狗和狼的時間（개와 늑대의 시간，臺灣：狗與狼的時間）
  - （깍두기，臺灣：只有愛）
  - 冬候鳥（겨울새）
  - New Heart（뉴 하트，又名：赤子之心，香港：熱血仁心臺，灣：New Heart 嶄新的心）
  - 泡菜乳酪微笑（김치치즈스마일）
  - 在我身邊（내곁에있어，臺灣：背叛的愛）
  - 那樣也喜歡！（그래도 좋아!，臺灣：還是喜歡你）

- SBS
  - 我男人的女人（내 남자의 여자，又名：丈夫的情人）
  - 為愛瘋狂（사랑에 미치다）
  - 魔女由熙（마녀 유희，臺灣、香港：魔女遊戲）
  - 外科醫生奉達熙（외과의사 봉달희，臺灣：開朗醫生奉達熙）
  - 相愛的人啊（사랑하는 사람아，又名：我心愛的人啊）
  - 鹽巴娃娃（소금인형，香港：鹽娃娃）
  - 戀人啊（연인이여）
  - 藍魚（푸른 물고기）
  - 不良情侶（불량커플）
  - 錢的戰爭（쩐의전쟁）
  - 王和我（왕과나，香港、臺灣：王與我）
  - 黃金新娘（황금신부）
  - 起飛（날아오르다，又名：飛上天）
  - 追趕江南媽媽（강남엄마 따라잡기）
  - 8月下的雪（8월에내리는눈）
  - 刀手吳水晶（칼잡이 오수정，又名：愛情殺手吳水晶，香港：豬兜王子復仇記）
  - 遇見完美鄰居的方法（완벽한 이웃을 만나는 법）
  - 說客（로비스트/Lobbyist，香港：說客風暴）
  - 糟糠之妻俱樂部（조강지처 클럽，臺灣：大老婆的反擊，香港：好老婆大聯盟）
  - 尋找兒子三萬里（아들 찾아 삼만리 ，又名：尋子三萬里，香港：奪寶奇媽）
  - 如果愛，就像他們（사랑한다면 이들처럼，又名：像他們一樣相愛）
  - 那女人好可怕（그 여자가 무서워，臺灣：殘酷的愛）
  - 討厭也喜歡（미워도 좋아，臺灣：只想愛著你）

### 2006年
- KBS
  - 討厭也喜歡（미워도 좋아，臺灣：只想愛著你）
  - 感謝人生（인생이여 고마워요，又名：人生是感謝的、人生啊，謝謝）
  - 你好，上帝（안녕하세요 하느님）
  - 再見獨奏（굿바이 솔로/Good Bye, Solo，臺灣：告別單身）
  - 傳聞中的七公主（소문난 칠공주，臺灣：家有七公主）
  - 偉大的遺產（위대한 유산）
  - 再見先生（미스터 굿바이/Mr. Good-Bye）
  - 透明人間崔長洙（투명인간 최장수，臺灣：來不及的愛）
  - 葡萄園裏的那男子（포도밭 그 사나이，臺灣：葡萄園之戀）
  - 白雲階梯（구름계단）
  - 雪之女王（눈의 여왕）
  - 春日華爾滋（봄의 왈츠，臺灣：春之戀）
  - 黃真伊（황진이，臺灣：一代名伎黃真伊）
  - 漢城1945（서울 1945）
  - 大祚榮（대조영）

- MBC
  - 愛誰都不能阻止（사랑은아무도못말려，又名：愛情無法擋）
  - 狼（늑대）
  - 我人生的Special（내 인생의 스페셜，又名：我的特別人生）
  - 你來自哪顆星（넌 어느 별에서 왔니）
  - 宮（궁，臺灣：宮 野蠻王妃）
  - 流氓醫生（닥터 깽/Dr. Kang）
  - 真的真的喜歡你（진짜 진짜 좋아해）
  - 火花遊戲（불꽃놀이）
  - 精彩的一天（어느 멋진 날，臺灣：很愛很愛妳）
  - 朱蒙（주몽）
  - 該有多好（얼마나 좋길래，又名：有多愛）
  - 尋找姚樂茜（도로시를 찾아라）
  - 珍惜現在（있을때 잘해）
  - 飛越彩虹（오버 더 레인보우/Over the Rainbow）
  - 可惡的女人們（발칙한 여자들，香港：至辣女人心，臺灣：麻辣女人）
  - 姊姊（누나 ）
  - 狐狸啊，你在做什麼？（여우야 뭐하니，香港：狐狸小姐你想點）
  - 90天，相愛的時間（90일,사랑할 시간）
  - 幻想的情侶（환상의 커플，香港：茶煲阿四）
  - 奇蹟（기적）
  - 不可阻擋的High Kick（거침없이 하이킥!，中國：搞笑一家人，臺灣：搞笑一家親）

- SBS
  - 愛情與野望（사랑과 야망，臺灣：殘缺的愛）
  - 天國的樹（천국의 나무）
  - 突然有一天（어느날 갑자기）
  - 不良家族（불량가족）
  - 戀愛時代（연애시대）
  - 再次微笑（스마일 어게인/Smile Again，臺灣：愛情全壘打）
  - 101次求婚（101번째 프러포즈，臺灣：衝吧！阿達）
  - 回來吧順愛（돌아와요 순애씨，香港：回來吧）
  - 比天國陌生（천국보다 낯선）
  - 無敵降落傘要員（무적의 낙하산요원，臺灣：無敵情報員）
  - 獨身天下（독신천하）
  - 遊戲女王（게임의 여왕）
  - 雪花（눈꽃，臺灣：母與女）
  - 戀人（연인，香港：大佬有情人）
  - 突然有一天（어느 날 갑자기）
  - 我也會去（나도야 간다）
  - 我的愛，小傻瓜（내사랑 못난이，臺灣：愛上醜八怪）
  - My Love（마이 러브 ，臺灣：意外情緣My Love）
  - 淵蓋蘇文（연개소문）
  - 想愛（사랑하고 싶다，臺灣：人妻的秘密）
  - 愛恨一線間（사랑도 미움도，又名：又愛又恨）

### 2005年
- KBS
  - 豪傑春香（쾌걸 춘향）
  - 美麗的你（어여쁜 당신，又名：可愛的你，臺灣：漂亮寶貝，香港：戀人大聯盟）
  - 奇男怪女（별난여자 별난남자，香港：熟女剩男愛作戰）
  - 18．29（열여덟 스물아홉）
  - 愛情中毒（러브홀릭/Loveholic）
  - 復活（부활）
  - 她回來了（그녀가 돌아왔다，又名：跨越時空的戀人）
  - 悲傷啊，再見！（슬픔이여안녕，又名：再見悲傷，臺灣：加油!貧窮男）
  - 結婚（웨딩/Wedding）
  - 玫瑰色人生（장밋빛 인생）
  - 這該死的愛情（이 죽일놈의 사랑）
  - 黃金蘋果（황금사과）

- MBC
  - 直指（직지）
  - 悲傷戀歌（슬픈연가）
  - 加油！金順（굳세어라 금순아，臺灣：加油！金順、燦爛的金順）
  - 驛動的心（떨리는 가슴）
  - 美妙人生（원더풀 라이프/Wonderful Life）
  - 新進社員（신입사원，香港：超級上位王，臺灣：菜鳥上班族）
  - 愛情餐歌（사랑찬가 ）
  - 還生-NEXT（환생-넥스트）
  - 愛情判決（변호사들）
  - 我們應對離別的方式（이별에 대처하는 우리의 자세，又名：我們應對離別的姿態）
  - 秘密男女（비밀남녀）
  - 秋日驟雨（가을 소나기，臺灣、香港：秋天的驟雨）
  - 甜蜜間諜（달콤한 스파이）
  - 英才的全盛時代（영자의 전성시대）
  - 我們結婚吧（결혼합시다）
  - 辛旽（신돈）
  - 我的名字是金三順（내 이름은 김삼순，臺灣：我叫金三順，香港：我係金三珣）
- SBS
  - 春日（봄날）
  - 三葉草（세잎클로버）
  - 愛情共感（사랑공감）
  - 香港特急（홍콩익스프레스/Hong Kong Express，中國：悲傷較量）
  - 綠薔薇（그린로즈/Green Rose）
  - 不良主婦（불량주부）
  - 餅乾老師星星糖（건빵선생과 별사탕）
  - 流行70（패션 70's/Fashion 70's，又名：時尚流行70）
  - 那年夏天的颱風（그 여름의 태풍）
  - 威尼斯戀人（온리유/Only You）
  - 重返單身（돌아온 싱글）
  - 露露公主（루루공주 ）
  - 來去海邊（해변으로 가요）
  - 老天爺啊，請給我愛！ （하늘이시여，香港：錯愛仍是愛）
  - 鑽石的眼淚（다이아몬드의 눈물）
  - 愛需要奇蹟（사랑은 기적이 필요）
  - 薯童謠（서동요）
  - My Girl（마이걸，臺灣：我的女孩 My Girl，香港：大話妹）
  - 布拉格戀人（프라하의 연인）
  - 嫁給百萬富翁（백만장자와 결혼하기）
  - 野花（들꽃，臺灣：堅強的野花）
  - 女王的條件（여왕의 조건）
  - 那個女人（그 여자，臺灣：幸福女人花）

### 2004年
- KBS
  - 泡菜
  - 浪漫滿屋（풀하우스/Full House）
  - 比花還美（꽃보다 아름다워）
  - 新娘18歲（낭랑 18세）
  - 白雪公主（백설공주）
  - 愛情的條件（애정의 조건）
  - 四月之吻（4월의키스）
  - 北京，我的愛（북경 내사랑）
  - 我的心肝寶貝（금쪽같은 내새끼）
  - 九尾狐外傳（구미호 외전）
  - 第二次求婚（두번째 프러포즈）
  - 說不出的愛（부모님 전상서）
  - 必勝！奉順英（오! 필승 봉순영）
  - 對不起，我愛你（미안하다, 사랑한다）
  - 海神（해신）

- MBC
  - 天生緣分（천생연분，又名：天配良緣）
  - 說你愛我（사랑한다 말해줘）
  - 玫瑰戰爭（장미의 전쟁）
  - 火鳥（불새）
  - 英雄時代（영웅시대）（2004）
  - 想結婚的女子（결혼하고 싶은 여자）
  - 花王仙女（왕 꽃 선 녀 님 ，又名：花仙女）
  - 我要戀愛（사랑을 할꺼야）
  - 皇太子的初戀（황태자의 첫사랑）
  - 紅豆麵包（단팥빵）
  - 藍色愛爾蘭（아일랜드/Ireland）
  - 12月的熱帶夜（12월의 열대야）
  - 漢江戀歌（한강수타령）

- SBS
  - 峇里島的日子（발리에서 생긴 일）
  - 陽光照射（햇빛 쏟아지다）
  - 新人間市場（2004 인간시장，又名：我的正義男友）
  - 百萬新娘（파란만장 미스김 10억 만들기）
  - 小島老師（섬마을선생님）
  - 嫂嫂19歲（형수님은 열아홉）
  - 當男人戀愛時（남자가 사랑할 때）
  - 妻子的背叛（아내의반란）
  - 愛在哈佛（러브스토리 인 하버드/Love Story in Harvard）
  - 玻璃畫（유리화）
  - 張吉山（장길산）
  - 大小姐們（작은 아씨들）
  - 土地（토지）
  - 走向暴風（폭풍 속으로）
  - 巴黎戀人（파리의 연인）
  - 魔術（매직/Magic）
  - 最後之舞（마지막 춤은 나와 함께，香港：再與你共舞）
  - 選擇（선택）

### 2003年
- KBS
  - 青青草原（저 푸른 초원 위에）
  - 妻子（아내）
  - 黃色手帕（노란손수건）
  - 夏日香氣（여름향기）
  - 保鏢（보디가드）
  - 尚道呀，上學去（상두야 학교가자，香港：小爸爸上學去）
  - 珍珠項鍊（진주목걸이）
  - 百萬朵玫瑰（백만송이 장미）
  - 迷迭香（로즈마리）
  - 我的黑幫女友（그녀는 짱）
  - 人生畫報（인생화보）
  - 媽媽向前衝（달려라 울엄마）
- MBC
  - 我的麻煩男友（내 인생의 콩깍지）
  - 雪中情人（눈사람）
  - 霹靂女神捕茶母（다모）
  - 男人的香氣（남자의 향기）
  - 閣樓男女（옥탑방 고양이）
  - 戀愛機會百分之一（1 퍼센트의어떤것）
  - 迴轉木馬（회전목마）
  - 大長今（대장금）
  - 沙漠之泉（사막의 샘）
  - 烈愛無間道（좋은 사람）
  - 最後的戀人（러브레터/Love Letter）
  - 我的威風女友（위풍당당 그녀）
  - 對面家的女子（앞집 여자，又名：出軌）
  - 跳躍的青春（나는 달린다）
  - 聖女與魔女（성녀와 마녀）

- SBS
  - 愛在陽光裡（태양속으로）
  - All In 真愛宣言（올인，香港：All In 真愛賭注）
  - 仙女與騙子（선녀와사기꾼）
  - 金粉佳人（요조숙녀）
  - 命運的搏擊（때려）
  - 王的女人（왕의 여자）
  - 酒國（술의 나라，又名：愛在酒鄉）
  - 天國的階梯（천국의 계단）
  - 愛情萬歲（애정만세）
  - 千年之愛（천년지애）
  - 銀幕（스크린/Screen，又名：夢想的銀幕、夢想的螢幕）
  - 初戀（첫사랑）
  - 完整的愛（완전한 사랑）

### 2002年
- KBS
  - 冬季戀歌（겨울연가）
  - Loving You（러빙 유，又名：美人魚，臺灣：人魚公主）
  - 孤獨（고독）
  - 帝國的早晨（제국의 아침）
  - 在你身邊真好（당신옆이 좋아）
  - 太陽人李濟馬（태양인 이제마，臺灣：醫道2：神醫李濟馬傳奇）
  - 獵陽（햇빛 사냥）

- MBC
  - 人魚小姐（인어아가씨，臺灣：背叛愛情、最愛的人）
  - 狐狸與棉花糖（여우와 솜사탕）
  - 我愛紅豆女（내사랑팥쥐，又名：紅豆女之戀）
  - 預約愛情（네 멋대로 해라）
  - 三劍客（삼총사，又名：永久朋友、漢城生死情，臺灣：幸福宣言）
  - 那陽光照耀我（그 햇살이 나에게，臺灣：我的姐姐是媽媽、陽光情人夢，香港：陽光情人夢）
  - 自從認識你（그대를 알고부터）
  - 羅曼史（로망스）

- SBS
  - 野人時代（야인시대）
  - 純真年代（순수의 시대）
  - 射星（별을 쏘다）
  - 玻璃鞋（유리구두）
  - 明朗少女成功記（명랑소녀 성공기，臺灣：開朗少女成功記，香港：開朗少女）
  - 大望（대망）
  - 情敵（라이벌）
  - 壞女孩（나쁜 여자들，臺灣：雨後的幸福）

### 2001年
- KBS
  - 愛情奇蹟（비단향꽃무）
  - 明成皇后（명성황후）

- MBC
  - 美味關係（맛있는 청혼）
  - 情定大飯店（호텔리어）
  - 醫家四姊妹（네 자매 이야기）
  - 媽媽姊姊（엄마야 누나야）
  - 商道（상도）

- SBS
  - 女人天下（여인천하）
  - 美麗的日子（아름다운 날들）
  - 守護天使（수호천사）
  - 鋼琴（강금별련）

### 2000年或以前
- KBS
  - 戰友（전우）（1975）
  - 大命（대명）（1981）
  - 風雲（풍운）（1982）
  - 開國（개국）（1983）
  - 戰友（전우）（1983）
  - 獨立門（독립문）（1984）
  - 婆天舞（파천무 ）（1990）
  - 三國記（삼국기）（1992）
  - 愛的問候（사랑의 인사，又名：愛的禮節）（1994）
  - 韓明澮（한명회）（1994）
  - 西宮（서궁）（1995）
  - 燦爛的黎明（찬란한 여명）（1995）
  - 金九（김구）（1995）
  - 年經人的場地（젊은이의 양지）（1995）
  - 澡堂老闆家的男人們（목욕탕집 남자들）（1995）
  - 龍之淚（용의 눈물）（1996）
  - 初戀（첫사랑）（1996）
  - 白紗情人夢（웨딩드레스）（1997）
  - 野望的傳說（야망의 전설）（1998）
  - 純粹（순수 ，又名：四種男女四種愛、四個男女四種愛、家族謎情）（1998）
  - 王與妃（왕과 비）（1998）
  - 秋日童話（가을동화，又名：秋天的童話、藍色生死戀）（2000）
  - 太祖王建（태조왕건）（2000）

- MBC
  - 第1共和國（제1공화국）（1981）
  - 白凡逸志（백범일지）（1989）
  - 黎明的眼睛（여명의 눈동자）（1991）
  - 嫉妒（질투）（1992）
  - Pilot（파일럿）（1993）
  - 一枝梅（일지매）（1993）
  - M（1994）
  - 最後的勝負（마지막 승부）（1994）
  - 崔承喜（최승희）（1995）
  - 愛情與戰爭（전쟁과 사랑）（1995）
  - 星星在我心（별은 내가슴에，又名：星夢奇緣）（1997）
  - 醫家兄弟（의가형제）（1997）
  - 向日葵（해바라기，又名：妙手情天）（1998）
  - 三金時代（삼김시대）（1998）
  - 六個孩子（육남매，香港：總有艷陽天）（1998）
  - 三男三女（1998）
  - 再見我的愛（안녕 내사랑）（1999）
  - 玫瑰與黃豆芽（장미와콩나물）（1999）
  - 菊熙（국희）（1999）
  - 許浚（허준，又名：醫道）（1999）
  - 美麗的陽光（햇빛속으로，香港：沐浴陽光）（1999）
  - 最後戰爭（마지막 전쟁，又名：婚姻戰爭）（1999）
  - 愛上女主播（이브의 모든것，又名：夏娃的一切、夏娃的誘惑、女主播的故事）（2000）
  - 黃金時代（황금시대）（2000）
  - 擋不住的愛（신귀공자）（2000）

- SBS
  - 人間市場（인간시장）（1988）
  - 沙漏（모래시계）（1995）
  - 韓國門事件（코리아게이트）（1995）
  - 看了又看（보고 또 보고）（1998）
  - 模特兒的故事（모델，香港：天橋風雲）（1998）
  - 可愛先生（미스터 큐/Mr. Q）（1998）
  - 愛在心中（사랑해 사랑해）
  - 歡樂時光（해피투게더）（1999）
  - 青春陷阱（청춘의 덫）（1999）
  - 番茄（토마토/Tomato，又名：忽然情人、漢城奇緣）（1999）
  - 火花（불꽃）（2000）
  - 女人萬歲（여자만세）（2000）
  - 茱麗葉的男人（줄리엣의 남자）（2000）
  - 好男好女（2000）
  - 花嫁（2000）

## 歷史劇（以戲劇背景時代先後區分）

### 三國時代前
- MBC《朱蒙》（2006）

#### 架空歷史劇
- tvN《阿斯達年代記》（2019）

### 三國時代（高句麗、百濟、新羅）
- KBS《三國記》（1992）
- SBS《千年之愛》（2003）（穿越劇）
- SBS《薯童謠》（2005）
- SBS《淵蓋蘇文》（2006）
- MBC《太王四神記》（2007）
- KBS《風之國》（2008）
- SBS《自鳴鼓》（2009）
- MBC《善德女王》（2009）
- MBC《金首露》（2010）
- KBS《近肖古王》（2010）
- KBS《廣開土太王》（2011）
- MBC《階伯》（2011）
- KBS《大王之夢》（2012）
- KBS《劍與花》（2013）
- MBC《帝王之女守百香》（2013）
- KBS《花郎》(2016)
- KBS《月升之江》（2021）

### 統一新羅時代/南北國時代
- KBS《海神》（2004）
- KBS《大祚榮》（2006）

### 高麗時代
- KBS《開國》（1983）
- KBS《太祖王建》（2001）
- KBS《帝國的早晨》（2002）
- KBS《武人時代》（2003）
- KBS《千年之夢》（천년의 꿈）（2003）
- MBC《辛旽》（2005）
- MBC《直指》（2005）
- SBS《飛天舞》（2008）
- KBS《千秋太后》（2009）
- MBC《武神》（2012）
- SBS《信義》（2012）（穿越劇）
- SBS《大風水》（2012）
- MBC《奇皇后》（2013）
- SBS《月之戀人－步步驚心：麗》（2016）

### 朝鮮王朝時代
- MBC《朝鮮王朝500年》（1983－1990）共11部，详见下列
- tvN《朝鮮X檔案：奇察秘錄》（조선X파일 기찰비록）（2010）
- SBS《初婚》（초혼）（2010）
- JTBC《下女們》（2014）
- KBS《朝鮮美人別傳》（2018）

#### 太宗年代
- MBC《楸洞宮大人（朝鲜语：추동궁 마마）》（1983）：《朝鮮王朝500年》第一部
- KBS《龍之淚》（1997）
- KBS《鄭道傳》（2014）
- SBS《六龍飛天》（2015）
- JTBC《我的國家》（2019）

#### 世宗年代
- MBC《樹大根深（朝鲜语：뿌리깊은 나무 (MBC)）》（1983）：《朝鮮王朝500年》第二部
- KBS《韓明澮（朝鲜语：한명회 (드라마)）》（1994）
- KBS《大王世宗》（2008）
- SBS《樹大根深》（2011）

#### 端宗年代
- KBS《破天舞》（1990）

#### 世祖年代
- KBS《王與》（1998）
- KBS《死六臣（朝鲜语：사육신 (드라마)）》（2007）
- KBS《公主的男人》（2011）

#### 成宗年代
- MBC《雪中梅》（1984）：《朝鮮王朝500年》第三部
- JTBC《仁粹大妃》（2011）
- SBS《王和我》（2007）

#### 燕山君年代
- KBS《張綠水（朝鲜语：장녹수 (드라마)）》（1995）
- MBC《逆賊：偷百姓的盜賊》（2017）

#### 中宗年代
- SBS《林巨正（朝鲜语：임꺽정 (드라마)）》（1996）
- SBS《女人天下》（2002）
- MBC《大長今》（2003）
- KBS《黃真伊》（2006）
- KBS《天命：朝鮮版逃亡者故事》（2013）
- SBS《師任堂，the Herstory》（2017）
- KBS《七日的王妃》（2017）
- KBS2 TV《紅丹心》（2022）

#### 仁宗年代
- MBC《風蘭（朝鲜语：풍란 (드라마)）》（1985）：《朝鮮王朝500年》第四部

#### 明宗年代
- MBC《獄中花》（2016）
- TV朝鮮《朝鮮生存記》（2019）（穿越劇）

#### 宣祖年代
- MBC《執念（朝鲜语：집념 (드라마)）》（1975）
- MBC《壬辰倭亂（朝鲜语：임진왜란 (드라마)）》（1985）：《朝鮮王朝500年》第五部
- MBC《東醫寶鑑（朝鲜语：동의보감 (드라마)）》（1991）
- MBC《許浚》（1999）
- KBS《不滅的李舜臣》（2004）
- MBC《龜巖許浚》（2013）
- MBC《九家之書》（2013）
- MBC《火之女神井兒》（2013）
- SBS《李舜臣外傳》
- KBS《王的面孔》（2014）
- KBS《懲毖錄》（2015）
- JTBC《魔女寶鑑》（2016）
- tvN《名不虛傳》（2017）
- MBC、台視《醫道：一代神醫 許浚》（2026年）

#### 光海君年代
- MBC《回天門（朝鲜语：회천문）》（1986）：《朝鮮王朝500年》第六部
- KBS《西宮》（1995）
- SBS《王的女人》（2003）
- SBS《來自星星的你》（2013）（故事橫跨400年）
- MBC《华政》（2015）
- KBS《朝鮮浪漫喜劇–綠豆傳》（2019）

#### 仁祖年代
- MBC《南漢山城》（1986）：《朝鮮王朝500年》第七部
- MBC《一枝梅（朝鲜语：일지매 (1993년 드라마)）》（1993）
- KBS《最強七友》（2008）
- SBS《一枝梅》（2008）
- MBC《令人垂涎之島》（2009）
- KBS《推奴》（2010）
- KBS《名家》（2010）
- JTBC《宮中殘酷史－花的戰爭》（2013）
- tvN《三劍客》（2014）
- tvN《三劍客》（2014）
- MBC《戀人》（2023）

#### 孝宗年代
- KBS《大命》（1981）
- tvN《魅惑之人》（2024）

#### 顯宗年代
- MBC《馬醫》（2012）

#### 肅宗年代
- MBC《仁顯王后（朝鲜语：인현왕후 (드라마)）》（1988）：《朝鮮王朝500年》第八部
- SBS《張禧嬪》（1995）
- KBS《張禧嬪》（2002）
- MBC《茶母》（2003）
- SBS《張吉山（朝鲜语：장길산 (드라마)）》（2004）
- MBC《同伊》（2010）
- tvN《仁顯王后的男人》（2012）（穿越劇）
- SBS《張玉貞》（2013）
- SBS《大撲》（2016）
- SBS《獬豸》（2019）

#### 英祖年代
- MBC《恨中錄（朝鲜语：한중록 (드라마)）》（1988）：《朝鮮王朝500年》第九部
- MBC《大王之道（朝鲜语：대왕의 길）》（1998）
- MBC《御史朴文秀（朝鲜语：어사 박문수）》（2002）
- KBS《金萬德》（2010）
- SBS《秘密之門》(2014)

#### 正祖年代
- MBC《破門（朝鲜语：파문 (드라마)）》（1989）：《朝鮮王朝500年》第十部
- MBC《李祘》（2007）
- KBS《漢城別曲-正》（2007）
- MBC《洪國榮（朝鲜语：홍국영 (드라마)）》（2001）
- CGV《正祖暗殺之謎－8天》（2007）
- SBS《風之畫員》（2008）
- OCN《丁若鏞》（정약용）（2009）
- KBS《成均館緋聞》（2010）
- SBS《武士白東修》（2011）
- MBC《衣袖紅鑲邊》（2021）

#### 純祖年代
- MBC《商道》（2001）
- KBS《雲畫的月光》（2016）

#### 憲宗年代
- KBS《風雲》（1982）
- KBS《太陽人李濟馬》（2002）

#### 哲宗年代
- MBC《Dr. JIN》（2012）（穿越劇）
- TV朝鮮《風雲碑》（2020）
- tvN《哲仁王后》（2020－2021）（穿越劇）

#### 高宗年代
- MBC《大院君（朝鲜语：대원군 (드라마)）》（1990）：《朝鮮王朝500年》第十一部
- KBS《獨立門（朝鲜语：독립문 (KBS 드라마)）》（1984）
- KBS《燦爛的黎明》（1995）
- KBS《明成皇后》（2001）
- KBS《泡菜（朝鲜语：깍두기 (KBS)）》（2004）
- MBC《別巡檢（朝鲜语：조선 과학수사대 별순검）》（共3季）（2007、2008、2010）
- OCN《密室》（2007）
- SBS《濟眾院》（2010）
- MBC《夥伴》（2011）
- KBS《朝鮮槍手》 （2014）
- KBS《生意之神－客主2015》（2015）
- SBS《綠豆花》（2019）

#### 架空歷史劇
- SBS《洪吉童》（1998）
- SBS《大望》（2004）
- KBS《快刀洪吉童》（2008）
- MBC《擁抱太陽的月亮》（2012）
- SBS《屋塔房王世子》（2012）（穿越劇）
- MBC《阿娘使道傳》（2012）
- KBS《田禹治》（2012）
- MBC《夜行書生》（2015）
- MBC《君主－假面的主人》（2017）
- SBS《我的野蠻女友》（2017）
- TV朝鮮 《大君－繪製愛情》（2018）
- tvN《百日的郎君》（2018）
- tvN《成為王的男人》（2019）
- Netflix《屍戰朝鮮》（共2季）（2019、2020）
- MBC《新入史官丘海昤》（2019）
- JTBC《花黨：朝鮮婚姻介紹所》（2019）
- TV朝鮮《揀擇－女人們的戰爭》（2019）
- KBS2《暗行御史：朝鮮秘密搜查團》（2020－2021）

### 日治時代 （1910-1945）
- MBC《公州的富豪金甲淳》（1982）
- MBC《白山安熙濟》（1982）
- MBC《李容翊》（1982）
- MBC《白凡逸志》（백 범 일 지）（1989）
- MBC《黎明的眼睛》（1991）
- KBS《金九》（김 구）（1995）
- MBC《崔承喜》（1995）
- MBC《黃金時代》（2000）
- MBC《沙漠之泉》（2003）
- SBS《土地》（토 지）（2004）
- SBS《野人時代》（야 인 시 대）（2002）
- KBS《漢城1945》（서 울 1945）（2006）
- KBS《京城醜聞》（2007）
- OCN《密室2》（2008）
- KBS《自由人李會榮》（2010）
- KBS《新娘面具》（2012）
- KBS《感激時代：鬪神的誕生》（2014）
- tvN《陽光先生》（2018）
- SBS《死的讚美》（2018）
- MBC《異夢》（2019）

### 近代
- SBS《人間市場》（1988）
- KBS《無風地帶》（1988）
- SBS《韓國門事件》（1995）
- KBS《初戀》（1996）
- MBC《六個孩子》（1998）
- MBC《三金時代》（1998）
- MBC《菊熙》（1999）
- MBC《人生畫報》（2003）
- SBS《流行70》（2004）
- SBS《2004人間市場》（2004）
- MBC《英雄時代》（2004）
- MBC《伊甸園之東》（2008）
- KBS《京淑與京淑的父親》（2009）
- MBC《姐姐的三月》（2010）

#### 朝鮮戰爭前（1945-1950）
- tvN《籃球》（2013）

#### 1950年代（1950-1959）
- MBC《第1共和國》（1981）
- MBC《鐵漢柔情》（1999）
- KBS《純金的地》（2014）

##### 朝鮮戰爭（1950-1953）
- KBS《戰友》（1975）
- KBS《戰友》（1983）
- KBS《戰友》（2010）
- MBC《Road No. 1》（2010）

#### 1960年代（1960-1969）
- MBC《第2共和國》（1989）
- MBC《第3共和國》（1993）
- KBS TV小說系列劇集（2011-2018）
- MBC《光與影》（2011）
- JTBC《老大》（2013）
- TV朝鮮《火花裡》（2014）

#### 1970年代（1970-1979）
- MBC《第4共和國》（1995）
- SBS《沙漏》（1995）
- KBS《黃金蘋果》（2005）
- KBS《麵包王金卓求》（2010）
- KBS《愛情雨》（2012）
- KBS TV小說系列劇集（2011-2018）
- SBS《無盡的愛》（2014）

#### 1980年代（1980-1989）
- MBC《第五共和國》（2005）
- MBC《朋友，我們的傳說》（2009）
- SBS《Giant》（2010）
- tvN《請回答1988》（2015）

#### 1990年代（1990-1999）
- tvN《請回答1997》（2012）
- tvN《請回答1994》（2013）
- MBC《韓國小姐》（2013）
- tvN《二十五，二十一》（2022）
- tvN《颱風商社》（2025）

#### 架空（大韓帝國）
- MBC《宮》（2006）
- MBC《宮S》（2007）
- MBC《The King 2 Hearts》（2012）
- SBS《皇后的品格》 （2018）
- SBS《The King：永遠的君主》（2020）（穿越劇）
- MBC《21世紀大君夫人》（2026）

## 系列劇集或姊妹作
相同製作班底的類似性質劇集，或是採用相同原素、主題但劇情內容不一定有直接關聯的劇集。
- 《醫院系列》綜合醫院、綜合醫院2
- 《學校系列》：學校、學校2、學校3、學校4、學校2013、Who Are You－學校2015、學校2017、學校2021
- 《冬季系列》：冬季戀歌、冬季戀歌2
- 《四季系列》：秋日童話、冬日戀歌、夏日香氣、春日華爾滋
- 《報復系列》：All In、吞噬太陽
- 《火鳥系列》：火鳥、火鳥2020
- 《結婚系列》：想結婚的女子、現在還想結婚的女人
- 《浪漫系列》：浪漫滿屋、浪漫滿屋 TAKE 2
- 《戀人系列》：巴黎戀人、布拉格戀人、 戀人
- 《復仇三部曲》：復活、魔王、鯊魚
- 《宮系列》：宮、宮S
- 《High Kick系列》：不可阻擋的High Kick、穿透屋頂的High Kick、High Kick 3: 短腿的反擊
- 《奇幻系列》：回來吧順愛、嗚啦啦夫婦
- 《沒禮貌的英愛小姐》： （共17季）
- 《山後系列》：山後的南村、山後的南村2
- 《復仇系列》：妻子的誘惑、天使的誘惑
- 《女王系列》： 賢內助女王、逆轉女王
- 《諜報系列》：IRIS、雅典娜：戰爭女神、IRIS 2
- 《Dream High系列》：Dream High、Dream High 2
- 《不屈系列》：不屈的兒媳婦、不屈的車女士
- 《花美男系列》：花美男拉麵店、閉嘴！花美男樂團、鄰家花美男
- 《需要浪漫系列》：需要浪漫、需要浪漫2012、需要浪漫3
- 《吸血鬼系列》：吸血鬼檢察官、 吸血鬼檢察官2
- 《神的測驗》：神的測驗、神的測驗2、神的測驗3、神的測驗4、神的測驗5
- 《特殊案件專案組TEN系列》：特殊案件專案组TEN、 特殊案件專案组TEN 2
- 《穿越系列》：仁顯王后的男人、Nine：九回時間旅行
- 《回答系列》：請回答1997、請回答1994、請回答1988
- 《巨塔系列》：藍色巨塔、幻想巨塔、藍色巨塔ZERO、藍色巨塔Returns、黃金巨塔
- 《一起吃飯系列》：一起吃飯吧、一起吃飯吧2、一起吃飯吧3：Begins
- 《能看見鬼的警察處容系列》： 能看見鬼的警察處容、能看見鬼的警察處容2
- 《壞小子系列》：壞小子們、壞傢伙們：惡的都市
- 橘皮馬末蘭果醬（共3季）
- 《Mrs. Cop系列》： Mrs. Cop、Mrs. Cop 2
- 《Signal系列》：Signal、Signal 2
- 《鄰家律師系列》：鄰家律師趙德浩、鄰家律師趙德浩2：罪與罰
- 《青春時代系列》：青春時代、青春時代2
- 《浪漫醫生系列》：浪漫醫生金師傅、浪漫醫生金師傅2、浪漫醫生金師傅3
- 《推理系列》： 推理的女王、推理的女王2
- 《秘密森林系列》：秘密森林、秘密森林2
- 《救救我系列》：救救我、救救我2
- 《機智系列》：機智牢房生活、機智醫生生活、機智醫生生活2、總有一天會機智的住院醫生生活
- 《檢法系列》：檢法男女、檢法男女2
- 《Voice系列》：Voice、Voice2、Voice3、Voice4
- 《加油吧威基基系列》：加油吧威基基、加油吧！威基基2
- 《喜歡的話請響鈴系列》：喜歡的話請響鈴、喜歡的話請響鈴2
- 《Penthouse系列》：Penthouse上流戰爭、Penthouse上流戰爭2、Penthouse上流戰爭3
- 新進社員、無敵降落傘要員
- 太陽的女子、赤道的男人
- 大物、野王
- 工薪族楚漢志、錢的化身
- 《Missing系列》：Missing：他們存在過、Missing：他們存在過2
- 《災後調查日誌系列》：災後調查日誌、災後調查日誌2
- 《模範計程車系列》：模範計程車、模範計程車2
- 《大力女子系列》：大力女子都奉順、大力女子姜南順
- 《7人系列》：7人的逃脫、7人的復活

## 情境喜劇
其他情境喜劇詳細請點閱下列韓國維基百科條目：KBS情境喜劇、MBC情境喜劇、SBS情境喜劇、JTBC情境喜劇與MBN情境喜劇

## 改編翻拍
依時間撥映排序
韓國漫畫改編的韓劇
- 許英萬（朝鲜语：허영만）漫畫：車神傳說（朝鲜语：아스팔트 사나이）、可愛先生（朝鲜语：미스터Q）、我愛你→我愛你、食客、老千、新娘面具→新娘面具
- 方學基（朝鲜语：방학기）漫畫：朝鮮女刑事茶母→茶母、感激時代→感激時代：鬪神的誕生
- 元秀蓮漫畫：浪漫滿屋→浪漫滿屋、浪漫滿屋、浪漫滿屋 TAKE2、瑪麗外宿中→瑪麗外宿中
- 朴素熙漫畫：宮→宮
- 朴寅權（朝鲜语：박인권）漫畫：錢的戰爭→錢的戰爭→錢的戰爭、熱血生意人→熱血生意人、大物→大物、大物－野王傳→野王、麵條之神→Master－麵條之神
- 鄭慧和（朝鲜语：정혜나）漫畫：涎之岛→令人垂涎之島
- 金辰（朝鲜语：김진 (1960년)）漫畫：風之國→風之國
- 李賢世（朝鲜语：이현세）漫畫：恐怖的外人球團→2009外人球團、無名俠客→BIRDIE BUDDY
- 高羽榮漫畫：一枝梅→一枝梅歸來
- 朴峰性（朝鲜语：박봉성）漫畫：被稱為神的男子
- 李宰憲（朝鲜语：이재헌）（文字）、洪起宇（朝鲜语：홍기우）（圖）漫畫：庶民劍客→武士白東修
- 姜草漫畫：愛你 (漫畫)→愛你、Moving→Moving
- 柳賢淑（朝鲜语：류현숙）漫畫：我每天都在偷看他→鄰家花美男
- 申邢彬（朝鲜语：신형빈）漫畫：都市征伐(停止拍攝)
- 郭仁根（朝鲜语：곽인근）漫畫：青春期集成曲(KBS Drama Special Series（朝鲜语：KBS 드라마 스페셜 연작 시리즈）)
- 千桂永（朝鲜语：천계영）漫畫：漂亮男人→漂亮男人、喜歡的話請響鈴→喜歡的話請響鈴
- 朴允英（朝鲜语：박윤영）漫畫：女子漫畫皮鞋→女子漫畫皮鞋
- 아울북（朝鲜语：아울북）漫畫：魔法千字文（朝鲜语：마법천자문）→魔法千字文 (電視劇)
- 李鍾範（朝鲜语：이종범 (만화가)）漫畫：Frost醫生→Frost醫生
- 金明賢（朝鲜语：김명현）漫畫：戀愛細胞→戀愛細胞
- 尹胎鎬漫畫：未生→未生、微生物 (電視劇)
- 李忠浩（朝鲜语：이충호）漫畫：哲基爾博士是海德！→海德、哲基爾與我
- 柳賢淑（朝鲜语：유현숙）漫畫：豪苟的愛→豪苟的愛
- 李尚勳（文字）、陳孝美（朝鲜语：진효미）（圖）漫畫：Super Daddy 烈→Super Daddy 烈
- 趙珠熙（朝鲜语：조주희）漫畫：夜行書生→夜行書生
- 鄭昔佑（朝鲜语：석우）漫畫：橘皮馬末蘭果醬→橘皮馬末蘭果醬
- 金亨奎：漫畫The Last→LAST
- 崔奎錫（朝鲜语：최규석）漫畫：錐子→錐子
- 純Kki（朝鲜语：순끼）漫畫：奶酪陷阱→奶酪陷阱
- 黃美娜（朝鲜语：황미나）漫畫：Goodbye Mr. Black→Goodbye Mr. Black
- Haechoolring（朝鲜语：해츨링）漫畫：鄰家律師趙德浩→鄰家律師趙德浩
- 金達寧（朝鲜语：김달님）漫畫：好運羅曼史→好運羅曼史
- 漫畫：打架吧鬼神→打架吧鬼神
- 柳賢淑（朝鲜语：유현숙）漫畫：住在我家的男人→住在我家的男人
- 漫畫：大力女子都奉順→大力女子都奉順
- 尹美庚漫畫：河伯的新娘→河伯的新娘 2017
- 趙錦山漫畫：走出世界→救救我、桌球→桌球
- 獅子兔漫畫：付岩洞復仇者社交俱樂部→付岩洞復仇者們
- 鄭慶允漫畫:金秘書為何那樣→金秘書為何那樣
- 淇萌琪（朝鲜语：기맹기）漫畫：我的ID是江南美人→我的ID是江南美人
- 櫻高漫畫：先熱情地清掃吧→先熱情的打掃吧
- 漫畫：ITEM→Item
- 武柳（朝鲜语：무류）漫畫：偶然發現的7月→意外發現的一天
- 金容基漫畫：他人即地獄→他人即地獄
- 高雅羅漫畫：快過來→快過來
- 裴惠秀漫畫：雙甲路邊攤→雙甲路邊攤
- 趙光真漫畫：梨泰院Class→梨泰院Class
- 漫畫：金錢遊戲→金錢遊戲
- 漫畫：RUGAL→RUGAL
- 李道宇漫畫：朝鮮浪漫喜劇–綠豆傳→朝鮮浪漫喜劇–綠豆傳
- 載厚漫畫：Memorist→Memorist
- 權娜度漫畫：契約友情→契約友情
- 朴詩仁漫畫：一起吃晚餐嗎？→一起吃晚餐嗎？
- 活火山漫畫：便利店新星→便利店新星
- 金普通漫畫：D.P.：狗之日→D.P：逃兵追緝令
- 장이漫畫：驚奇的傳聞→驚奇的傳聞
- 야옹이漫畫：女神降臨→女神降臨
- 漫畫：Sweet Home→Sweet Home
- Hun、志旻漫畫：Navillera→Navillera
- Carlos漫畫：模範計程車→模範計程車
- 我漫畫：心驚膽顫的同居→我的室友是九尾狐
- 朴京蘭漫畫：Imitation→Imitation
- 漫畫：從遠處看蔚藍的春天→從遠處看蔚藍的春天
- 正瑞漫畫：無法抗拒的他→無法抗拒的他
- 李東建漫畫：柔美的細胞小將→柔美的細胞小將
- 李素英漫畫：戀慕→戀慕
- 미깡漫畫：酒鬼都市少女們→酒鬼都市女人們
- 延尚昊、崔圭石（朝鲜语：최규석）漫畫：地獄→地獄公使
- 張奉洙漫畫：內科朴院長→內科朴院長
- 朱東根漫畫：現在我們學校→殭屍校園
- Yeondam漫畫：我和社長相親相愛→社內相親
- Team Getname漫畫：優越的一天→優越的一天
- 尹仁完、梁慶一漫畫：靈甲鬼修羅→Island
- 善宇漫畫：隨意對待→请隨意對待
- team befar漫畫：Cashero→現金英雄

韓國小說改編的韓劇
- 金聖鍾（朝鲜语：김성종）小說：黎明的眼睛→黎明的眼睛
- 朴鐘和（朝鲜语：박종화）小說：龍之淚、女人天下→女人天下、→王的女人 (韓國電視劇)
- 李恩成（朝鲜语：이은성 (1937년)）小說：小說 東醫寶鑑→醫道、龜巖許浚、醫道：一代神醫 許浚
- 崔仁浩（朝鲜语：최인호）小說：商道、海神
- 金有梨（朝鲜语：김유리 (작가)）小說：屋塔房小貓
- 金薰（朝鲜语：김훈 (소설가)）小說《刀之歌（朝鲜语：칼의 노래）》和金琸桓（朝鲜语：김탁환）小說《不滅》→不滅的李舜臣
- 池秀賢（朝鲜语：지수현 (작가)）小說：天使之吻→18．29、我叫金三順
- 劉賢鐘（朝鲜语：류현종）小說：淵蓋蘇文
- 金秀熙（朝鲜语：김수희 (작가)）小說：魔女由熙→魔女遊戲
- 金秀賢小說：女人45歲、過冬、結婚、誘惑、雪花、冬候鳥
- 金琸桓（朝鲜语：김탁환）小說：我，黃真伊→黃真伊
- 李善美（朝鲜语：이선미 (소설가)）小說：京城哀史→京城醜聞、咖啡王子1號店→咖啡王子1號店 (韓國電視劇)、咖啡王子 (泰國電視劇)
- 鄭日賢（朝鲜语：정이현）小說：我的甜美都市→我的甜美都市
- 李正明（朝鲜语：이정명）小說：風之畫師、樹大根深 (小說)（朝鲜语：뿌리깊은 나무 (소설)）→樹大根深
- 李成仁小說：個人取向
- 白英旭（朝鲜语：백영욱）小說：Style→Style
- 廷銀闕（朝鲜语：정은궐）小說：成均館儒生們的日子（朝鲜语：성균관 유생들의 나날）→成均館緋聞、擁抱太陽的月亮 (小說)（朝鲜语：해를 품은 달 (소설)）→擁抱太陽的月亮、紅天機→紅天機
- 李文烈小說：一塊大陸→近肖古王
- 李賢秀（朝鲜语：이현수）小說：新妓生傳 (小說)→新妓生傳
- 崔文靜（朝鲜语：최문정）小說：傻瓜媽媽→傻瓜媽媽
- 小說：What's up
- 佚名小說：田禹治傳（朝鲜语：전우치전）→田禹治
- 裴英益（朝鲜语：배영익）小說：傳染病→世界的盡頭
- 李應準（朝鲜语：이응준 (작가)）小說：我戀愛的一切
- 崔貞美（朝鲜语：최정미）小說：張禧嬪 為愛而生→張玉貞，為愛而生
- 柳盛熙（朝鲜语：류성희）小說：案件編號113
- 韓京惠（朝鲜语：한경혜）小說：媽媽也需要男人→我們能相愛嗎
- 韓正奇（朝鲜语：한정기）小說：冥王星秘密決死隊
- 申智恩（朝鲜语：신기온）小說：吸血鬼之花
- 李祚榮（朝鲜语：이조영）小說：Old Man→Mr.Back
- 朴河億（朝鲜语：박하익）小說：善巖女高偵探團：放學後的推理→善巖女高偵探團
- 金凡 小說：奶奶回來了→誕生吧！家族
- 玄高雲（朝鲜语：현고운）小說：尋找姻緣、命運之戀→創造情緣、輝煌或瘋狂→輝煌或瘋狂
- 尹怡秀（朝鲜语：윤이수）小說：雲畫的月光→雲畫的月光
- 柳夢寅（朝鲜语：유몽인）小說：於于野譚→藍色海洋的傳說
- 金浩植（朝鲜语：김호식）小說：我的野蠻女友→我的野蠻女友
- 金怡伶小說：王在戀愛→戀愛中的王
- 金容熙小說：內衣少女時代→內衣少女時代
- 河明熙小說：善良斯夫不接電話→愛情的溫度
- 文宥碩（朝鲜语：문유석）小說：漢摩拉比小姐→漢摩拉比小姐
- Jäger小說：觸及真心→觸及真心
- 金成妍小說：姐姐粉絲.com→她的私生活
- 張浩小說：Justice→JUSTICE
- 김이랑小說：花黨：朝鮮婚姻介紹所→花黨：朝鮮婚姻介紹所
- 宋詩宇小說：奔跑的調查官→奔跑的調查官
- 金雄小說：檢察官內傳→檢察官內傳
- 李道宇小說：天氣好的話，我會去找你→天氣好的話，我會去找你
- 정세랑小說：保健教師安恩英→非常校護檔案
- 朴尚奎、朴俊英小說：延遲的正義→飛吧開天龍
- 鄭振永小說：沉默警報→Hush
- 정세랑小說：Super Star, Miss Lee→Super Star, Miss Lee
- 崔始圭小說：平岡公主→月升之江
- 金惠正（朝鲜语：김혜정 (1983년)）小說：神奇女孩→你好？是我！
- Elise小說：前輩那支口紅不要塗→前輩，那支口紅不要塗
- 鄭素賢小說：像你的人→妳的倒影
- 姜珉江小說：衣袖紅鑲邊（朝鲜语：옷소매 붉은 끝동）→衣袖紅鑲邊
- 具尚熙小說：來魔女食堂吧→來魔女食堂吧
- 權日勇、高納穆小說：追逐怪物的人→讀懂惡之心的人們
- 姜智英小說：殺人者的購物目錄→殺人者的購物目錄
- 鄭賳嫺小說：美男堂事件手冊→美男堂
- 山景小說：財閥家的小兒子→財閥家的小兒子
- 秋鍾南小說：純情拳擊手李權淑→純情拳擊手
- 潘志澐小說：幻像戀歌→幻像戀歌
- 金正華小說：花書生熱愛史→花書生熱愛史
- New Luck小說：OhAhNew—抓住你的衣領→抓住你的衣領

日本漫畫改編的韓劇
- 岡田和人漫畫：教科書沒教的事→我是老師
- 亞樹直漫畫：神之雫→泰勒瓦
- 神尾葉子漫畫：樣男子;星花園→流星花園
- 三田紀房漫畫：龍櫻→學習之神
- 多田薰漫畫：淘氣小親親;惡作劇之吻→惡作劇之吻
- 川口開治漫畫：Eagle→總統
- 北條司漫畫：城市獵人→城市獵人
- 倉科遼漫畫：女帝→女帝
- 森恒二（日语：森恒二）漫畫：HOLYLAND（日语：ホーリーランド）→HOLYLAND
- 村上紀香漫畫：→Dr. JIN
- 中條比紗也漫畫：偷偷愛著你→致美麗的你
- 二之宮知子漫畫：交響情人夢→明日如歌
- 甲斐谷忍漫畫：LIAR GAME→詐欺遊戲
- 安倍夜郎漫畫：深夜食堂→深夜食堂
- 青木琴美漫畫：她愛上了我的謊→她愛上了我的謊
- 能田茂漫畫：監査役野崎修平（日语：監査役野崎修平）→The Banker
- 渡瀨悠宇漫畫：絕對達令→絕對達令

日本小說改編的韓劇
- 野澤尚小說：戀愛時代→戀愛時代、戀人啊→戀人啊
- 渡邊淳一小說：白雲階梯→白雲階梯
- 山崎豐子小說：白色巨塔→白色巨塔
- 森村誠一小說：人間的證明→Royal Family
- 石田衣良小說：4TEEN十四歲→4teen（Drama Festival）
- 江國香織小說：東京鐵塔→密會
- 池井戶潤小說：鐵之骨→太陽的都市
- 淺田次郎小說：椿山課長之七日間→回來吧大叔
- 宮部美幸小說：所羅門的偽證→所羅門的偽證
- 奧田英朗小說：空中鞦韆→空中鞦韆
- 久坂部羊小說：神的手→醫生耀漢
- 乾胡桃小說：Repeat→365：逆轉命運的1年
- 法月綸太郎小說：一的悲劇→The Road：1的悲劇

其他小說改編的韓劇
- 丹尼爾·凱斯小說：獻給阿爾吉儂的花束→你好，上帝
- 司湯達小說：紅與黑→壞男人
- Martina Paura小說：Zwölf Männer hat das Jahr→一年十二個男人
- 大仲馬小說：三劍客→三劍客
- 桐華小說：步步驚心→月之戀人－步步驚心：麗
- 吳承恩小說：西遊記→和遊記
- 皮埃尔·肖代洛·德拉克洛小說：危險關係→偉大的誘惑者

以下以劇本為表示
翻拍自日本電視劇的韓劇
- 中園美保：大和拜金女→窈窕淑女 (韓國電視劇)、派遣女王→職場之神
- 龍居由佳里：白色之戀→春日、不需要愛情的夏天→那年冬天，起風了
- 野島伸司：→、蛋糕上的草莓→SOS請救救我
- 大石靜（日语：大石静）：長男之嫁（日语：長男の嫁）→小媳婦與少奶奶
- 尾崎將也（日语：尾崎将也）：→
- 森下佳子：佐佐木之戰→絕不認輸
- 金子茂樹（日语：金子茂樹）：求婚大作戰→求婚大作戰、晝顏～平日午後3點的戀人們～→平日下午3點的戀人
- 井上由美子：同窗會～Love Again症候群→Love Again
- 野澤尚：給親愛的你（日语：親愛なる者へ (テレビドラマ)）→給親愛的你、冰的世界→冰的世界
- 遊川和彥：女王的教室→女王的教室、家政婦三田→奇怪的保姆
- 岡田惠和：倒數第二次戀愛→倒數第二次戀愛
- 吉田智子：老婆這週要出牆→老婆這週要出牆
- 坂元裕二：→Mother、離婚萬歲→最完美的離婚
- 安達奈緒子：RICH MAN, POOR WOMAN→Rich Man
- 北川悦吏子：從天而降億萬顆星星→從天而降的一億顆星
- 古澤良太：信用詐欺師JP→信用詐欺師KR、Legal High→Legal High
- 野島伸司：美人（日语：美しい人 (テレビドラマ)）→悲傷時相愛
- 井上由美子：晝顏～平日午後3點的戀人們～→平日下午3點的戀人

翻拍自其他電視劇的韓劇
- 等：→可可島的祕密
- 陳玉珊等：敗犬女王→魔女的戀愛
- 周平之等：命中注定我愛你→命中注定我愛你
- Pablo Illanes（英语：Pablo Illanes）：Elisa在哪？（英语：¿Dónde está Elisa?）→家族的祕密
- Ron Leshem（英语：Ron Leshem）：The Gordin Cell（英语：The Gordin Cell）→SPY
- 徐譽庭：我可能不會愛你→愛你的時間
- Robert King（英语：Robert King (作家)）：→法妻當自強
- Doug Ellin：我家也有大明星→Entourage
- 杰夫·戴维斯（英语：Jeff Davis (writer)）：→ (韓國版)
- 艾倫·科爾仕：金裝律師→Suits
- Josh Berman（英语：Josh Berman）：→法庭女神
- 尼爾·克羅斯（英语：Neil Cross）：路瑟督察→壞刑警
- 布魯諾·海勒（英语：Bruno Heller）：→ (韓國版)
- 大衛·古根海姆（英语：David Guggenheim）：指定倖存者→指定倖存者
- Mike Bartlett（英语：Mike Bartlett）：Doctor Foster（英语：Doctor Foster (TV series)）→夫妻的世界
- 彼得·莫法特（英语：Peter Moffat）、詹姆斯·哈維斯（英语：James Hawes）：→Undercover
- 彼得·莫法特（英语：Peter Moffat）：司法正義→某一天
- 珍妮·斯奈德·厄曼（英语：Jennie Snyder Urman）：貞愛好孕到→我們從今天開始
- Mark Marlow：Cleaning Up（英语：Cleaning Up (TV series)）→Cleaning Up
- 艾力克斯·平納（英语：Álex Pina）：紙房子→紙房子：韓國篇

被翻拍的韓劇
- 金平鎮、李恩尚：戰友→戰友→戰友
- 金秀賢：愛情與望→
- 金運慶：首爾醬湯鍋（朝鲜语：서울 뚝배기）→回來的大醬湯鍋
- 李胤澤：天橋風雲（朝鲜语：모델 (드라마)）→華麗一族2013
- 崔完圭：醫道→龜巖許浚
- 吳秀妍：愛上女主播→愛上女主播
- 崔珍苑、梁熙承等：男生女生向前走→青春进行时
- 吳秀妍：秋日童話→永恆的愛戀
- 姜銀慶：情定大飯店→情定大飯店、偏偏愛上你
- 李熙明：明朗少女成功記→陽光天使
- 洪貞恩、洪美蘭：我的女孩→彩虹甜心、原來是美男→原來是美男、原來是美男
- 李慶熙：謝謝→天使的幸福
- 金志宇：魔王→魔王、記憶→日版記憶
- 李香姬：錢的戰爭→錢的戰爭、鄰家律師趙德浩→美版鄰家律師趙德浩
- 金順玉：妻子的誘惑→回家的誘惑
- 趙恩貞：愛的謊言→真愛謊言
- 蘇賢京：燦爛的遺產→我的燦爛人生
- 文恩娥：笑吧！東海→加油媽媽
- 裴由美：一閃一閃亮晶晶→把愛帶回家
- 吳善馨、鄭道允：童顏美女→必勝練習生
- 朴智恩：順藤而上的你→因為愛情有幸福
- 徐賢珠：天使的選擇→因為愛情有多美
- 李慶熙：對不起，我愛你→對不起，我愛你、對不起，我愛你、對不起，我愛你、對不起，我愛你
- 宋在貞、金允珠：仁顯王后的男人→相爱穿梭千年、Nine：九回時間旅行→美版Nine：九回時間旅行
- 金銀淑：紳士的品格→熟男有惑
- 金雲景：漢城之月→宥娜的街
- 具賢淑：百年遺產→因为爱情有奇迹
- 鄭允晶：未生→HOPE～期待零的新進員工～
- 朴才範：好醫生→好醫生、好醫生
- 朴智恩：來自星星的你→美版來自星星的你、泰版來自星星的你
- 崔蘭：神的禮物－14天→那時那刻
- 盧熙京：世上最美麗的離別→世上最美麗的離別
- 李恩珠：蔘生→忍冬艷薔薇
- 李有珍：火鳥→火鳥

電影改編的韓劇
- Leslie Dixon（英语：Leslie Dixon）：小迷糊天翻地覆（英语：Overboard (film)）→幻想的情侶
- ：→明星的戀人
- 郭慶澤（朝鲜语：곽경택）：朋友 (電影)→朋友，我們的傳說
- 千成日：七级公务员→
- 金玄石（朝鲜语：김현석）：大鼻子情聖：戀愛操作團→戀愛操作團：大鼻子情聖
- 金浩植、郭在容：我的野蠻女友→我的野蠻女友
- 黃肇允：光海，成為王的男人→成為王的男人
- 邁克·巴特雷特（英语：Mike Bartlett (playwright)）：佛斯特醫生→夫妻的世界
- 傑森·費拉爾迪（英语：Jason Filardi）：回到17歲→重回18歲
- 姜錫範：我的百事通男友洪班長（朝鲜语：어디선가 누군가에 무슨 일이 생기면 틀림없이 나타난다 홍반장）→海岸村恰恰恰

遊戲改編的韓劇
- 南梦宫：偶像大師→偶像大師.KR

## 相關項目
以下是韓國維基所存在的節目時段